# Ejército de Cartago
El ejército de Cartago fue una de las fuerzas militares más importantes de la Antigüedad clásica, leal al Estado púnico. Si bien para Cartago la armada fue siempre su principal fuerza, el ejército adquirió un papel clave en la extensión del poder púnico sobre los nativos del norte de África y del sur de la península ibérica, principalmente en el periodo comprendido entre el siglo VI a. C. y el siglo III a. C. A partir del siglo V a. C. Cartago inició un ambicioso programa de expansión hacia Cerdeña, las islas Baleares y el norte de África. Debido a ello, su ejército se fue transformando en un mosaico multiétnico, pues la escasez de recursos humanos propios motivó la necesidad de enrolar contingentes de tropas foráneas, principalmente como mercenarios. Este hecho convirtió a las fuerzas armadas de Cartago en un conglomerado de unidades púnicas, aliadas y mercenarias.
En cuanto a su estructura militar, se trató siempre de un ejército combinado, que disponía de infantería ligera y pesada, de armas de asedio, de hostigadores, de caballería ligera y pesada, así como de secciones de elefantes de guerra y carros de guerra. El mando supremo del ejército fue inicialmente ostentado por los sufetes, hasta el siglo III a. C. A partir de entonces, lo recibieron generales nombrados directamente por el Senado o la Asamblea.
El ejército de Cartago se enfrentó en numerosas ocasiones a ejércitos griegos por la hegemonía en Sicilia. Esto influenció el desarrollo de las tácticas y armas púnicas, que basó su ejército en unidades de falange. La disputa por Sicilia resultó inconclusa, y Cartago nunca llegó a conquistar la ciudad de Siracusa.
Sin embargo, la maquinaria bélica cartaginesa tuvo su mayor reto al enfrentarse a las legiones romanas en las guerras púnicas. Si bien Cartago fue finalmente derrotada, su ejército consiguió notables triunfos al mando de hombres excepcionales como Aníbal y Amílcar Barca.

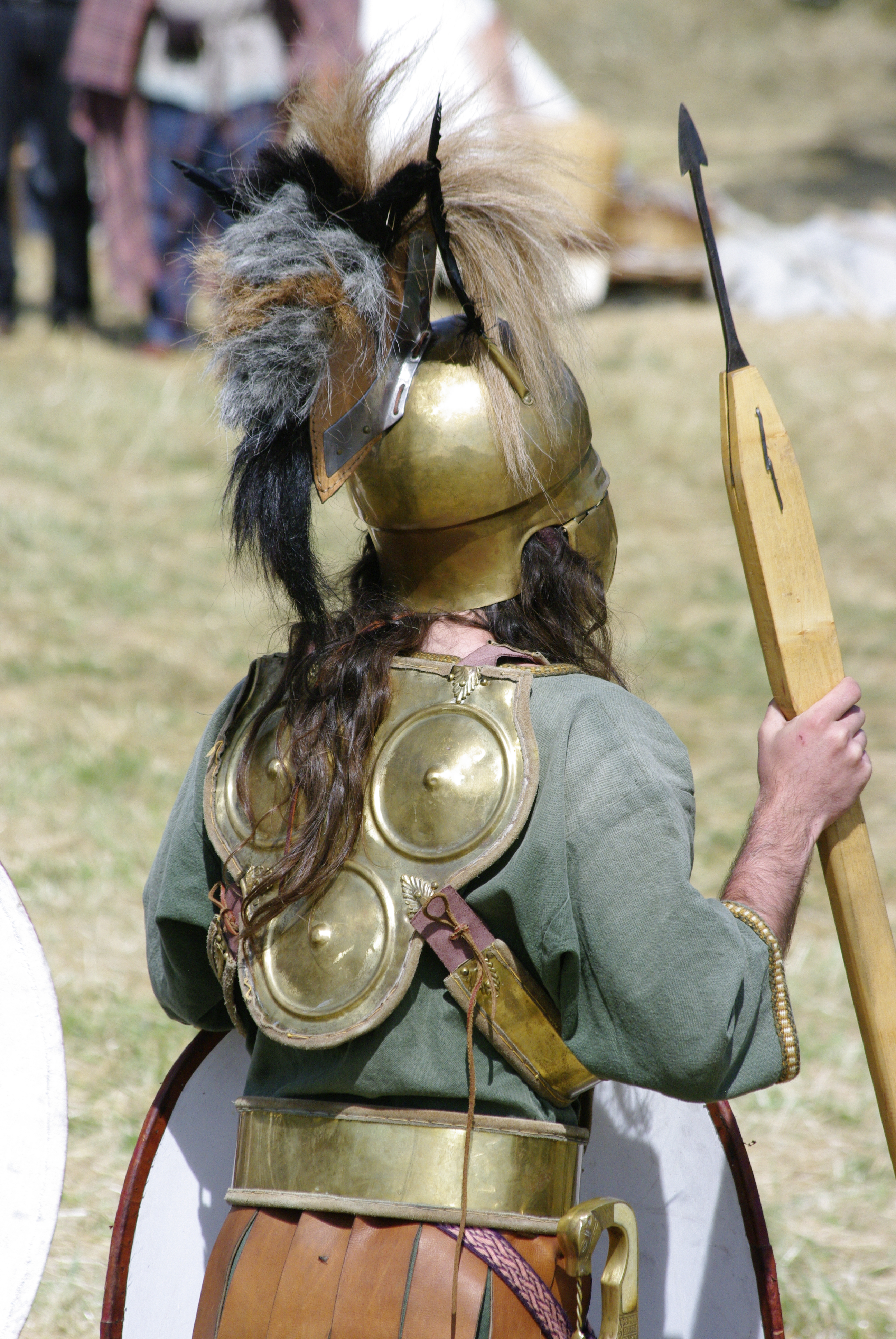
Soldado cartaginés con una coraza de bronce.

## Naturaleza

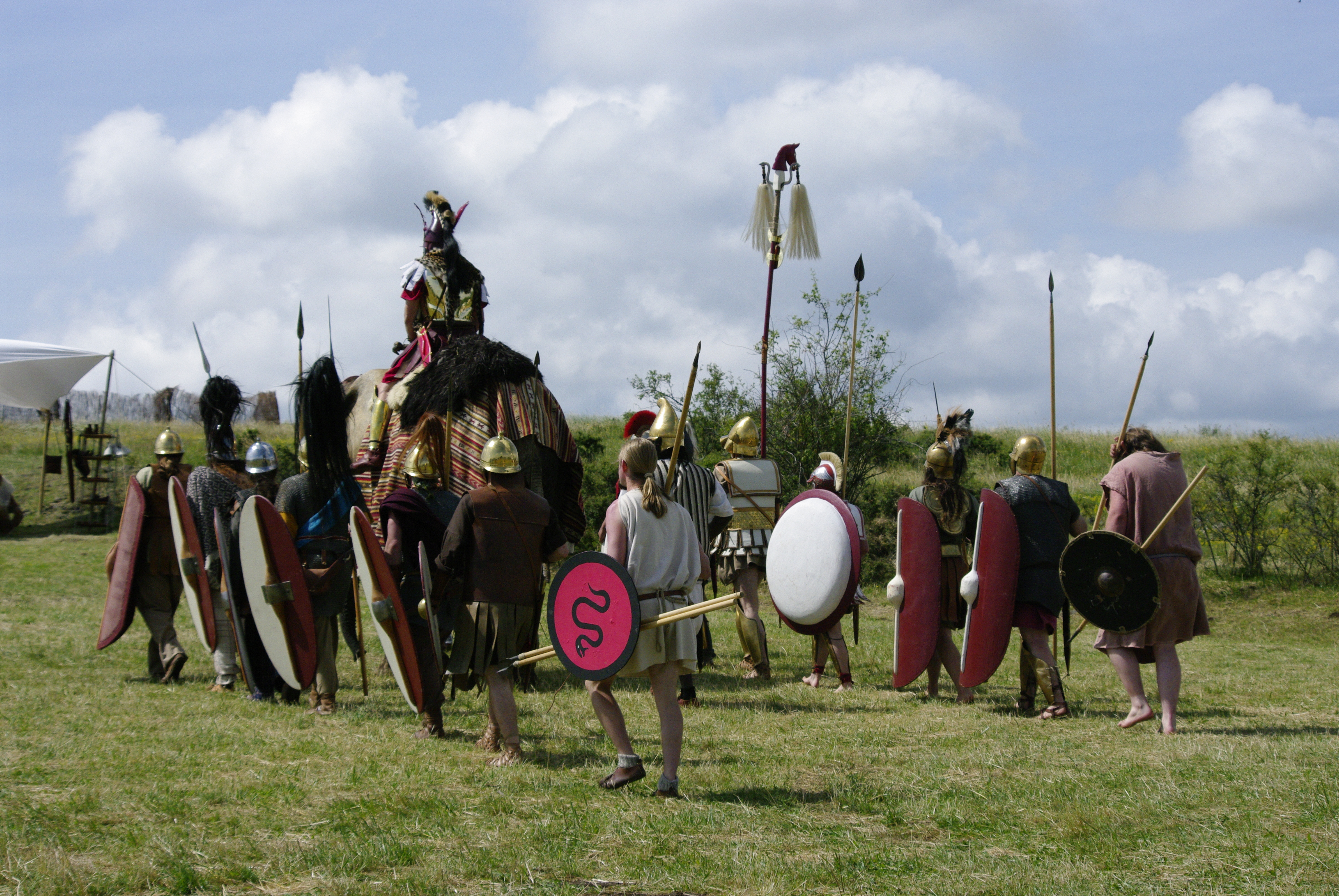
Recreación de una unidad militar cartaginesa.

La característica más llamativa del ejército de Cartago era su composición, puesto que contaba con un gran contingente de fuerzas extranjeras. Cartago disponía de un escaso cuerpo de ciudadanos de entre los cuales podía reclutar tropas y estos, además, carecían de una marcada tradición militar. Los ejércitos de tierra tendían a alistarse o ampliarse esencialmente cuando eran necesarios para acciones bélicas, disolviéndose a su fin. Los ciudadanos solo estaban obligados a ejercer el servicio militar para defender a la propia ciudad en caso de amenaza directa. Esta ausencia de una fuerza ciudadana propia obligaba a que el ejército estuviera compuesto sobre todo por soldados extranjeros: libios, hispanos, galos, griegos, etc.
Entre estos soldados extranjeros pueden encontrarse contingentes proporcionados por países aliados, como ciertas regiones de Libia, o tributarios, como parte de los acuerdos alcanzados en tratados bilaterales. Este era un caso muy frecuente, por ejemplo, entre los reinos númidas, que mantenían fuertes relaciones políticas con los cartagineses. Otro tipo de relaciones más estrechas podían vincular a diversos pueblos con generales en particular, como por ejemplo Aníbal.
Además de las tropas ciudadanas, aliadas y aquellas proporcionadas por países sometidos, la riqueza de Cartago le permitía reclutar una gran cantidad de mercenarios extranjeros, que venían a cubrir necesidades específicas de un ejército en particular.
La naturaleza diferencial del ejército de Cartago implicaba que un comandante cartaginés tenía bajo sus órdenes a muy distintos contingentes de tropas, procedentes de diversos países y culturas. Eso impide que se pueda hablar de un típico ejército cartaginés, dado que cada fuerza púnica poseía características únicas. Por otro lado, su composición implicaba una serie de ventajas e inconvenientes: ofrecía al general un ejército muy versátil, formado por tropas muy diversas con un alto grado de profesionalidad, y que a su vez podían reclutarse con mucha rapidez. Sin embargo, este tipo de hueste planteaba al general una gran dificultad para relacionar y combinar adecuadamente todos los contingentes, hasta el punto de que un ejército formado por la unión de diversos y experimentados cuerpos (por ejemplo, el ejército cartaginés de la batalla de Zama) podía tener problemas para actuar como una única entidad.

## Evolución

### Magón y la consolidación del poder militar de Cartago
Hacia el año 550 a. C., Magón, general en jefe del ejército púnico, gobernó en Cartago. Este inició una serie de reformas que consolidaron el poder y la reglamentación militar de la ciudad. El núcleo militar durante el siglo IV a. C. era la falange, formada por los ciudadanos de Cartago, que tenían la obligación de servir en el ejército.
Según las escasas menciones que nos han llegado desde fuentes clásicas sobre la forma de combatir de los púnicos, los ejércitos cartagineses arcaicos debían combatir en formaciones cerradas de lanceros, similares al ejército que se enfrentó a Timoleón en Sicilia.

Conjeturóse que éstos eran cartagineses por la brillantez de sus arreos y por el apiñamiento y orden de su marcha.
Plutarco

El máximo de tropas reclutadas puede estimarse a partir de la capacidad de los cuarteles situados en los tres anillos de murallas que protegían la ciudad, que ofrecían alojamiento a 24 000 infantes, 4000 jinetes y unos 300 elefantes. Probablemente entre estas cifras deba también contarse un amplio contingente de mercenarios y tropas auxiliares. Por otro lado, Apiano menciona unas cifras de 1000 jinetes, 40 000 soldados de infantería pesada y 2000 carros de guerra reclutados para oponerse a la invasión de Agatocles.

#### Utilización masiva de mercenarios
El senado de Cartago, después de los desastres de las guerras sicilianas de los siglos V y IV a. C., en los que perecieron un gran número de ciudadanos púnicos, optó por potenciar la composición de sus ejércitos terrestres sobre la base del empleo masivo de mercenarios, un sistema ya iniciado en menor medida a finales del siglo VI a. C. con la reforma militar de Magón. A partir del 480 a. C., mercenarios iberos y honderos baleares lucharon en las filas cartaginesas en Sicilia: en la batalla de Hímera, en el asedio y destrucción de Selinunte (409 a. C.), en las conquistas de las ciudades de Hímera (408 a. C.), Agrigento (406 a. C.), Gela y Camarina (405 a. C.), en el Sitio de Siracusa (397-395 a. C.) y en la primera guerra púnica. La mayoría de las fuentes clásicas enfatizan la multinacionalidad del ejército de Cartago, que asemejan por este motivo al persa.
La utilización de mercenarios está documentada al menos durante la Segunda Guerra Siciliana por Diodoro, que menciona grandes contingentes de tropas mercenarias durante la invasión de Himilcón a Sicilia. Los mercenarios componían la mayor parte del ejército cartaginés, en el que también se encontraban carros de guerra e infantería libio-fenicia. Por los datos que menciona Diodoro, esta última representaba solo una pequeña parte del ejército, pues fue capaz de retirarla al completo utilizando solo cuarenta trirremes. Su flota completa ascendía a «más de seiscientas naves». Aunque esta cifra probablemente sea exagerada, el contraste en número de las naves implica una diferencia de tropas importante, sin olvidar que las tropas púnicas fueron diezmadas por la peste durante el asedio a Siracusa.

(Himilcón) aparejó cuarenta trirremes durante la noche, en las que embarcó a los ciudadanos de Cartago, y navegó de regreso, abandonando al resto de su ejército
Diodoro Sículo, Biblioteca Histórica XIV, 75.4

Diodoro menciona la existencia de mercenarios iberos en el ejército cartaginés que invadió Sicilia al mando de Himilcón, los únicos que no fueron tomados prisioneros y entraron al servicio del tirano Dionisio I de Siracusa.

Los iberos se reagruparon con sus armas, y enviaron a un emisario para que negociara con el tirano para entrar a su servicio. Dionisio hizo la paz con ellos y les tomó a su servicio como mercenarios
Diodoro Sículo, Biblioteca Histórica XIV, 75.8-9

Los reclutadores púnicos recorrieron todos los confines del Mediterráneo atrayendo a los dominios cartagineses una pléyade de hombres de armas, aventureros y esclavos fugitivos que formaron, junto con los pueblos aliados, un ejército plural que consiguió su mayor efectividad cuando un mando decidido y con ascendiente sobre la tropa fue capaz de conjugar grupos tan heterogéneos para combatir siguiendo los parámetros de la guerra compleja de grandes formaciones que requerían, por ejemplo, las campañas contra Roma.
Las referencias a mercenarios utilizados en la primera guerra púnica son múltiples:

Los cartagineses movilizaron tropas a sueldo en las regiones ultramarinas, la mayoría hispanas y muchas de ellas ligures y celtas, enviándolas todas a Sicilia.
Polibio Historias T.I L.I Cap.IV

Esta entrada de Polibio recoge fielmente la naturaleza mercenaria del ejército de Cartago. Tropas «a sueldo» de «regiones ultramarinas». Sin embargo, no hace referencia a fuerzas libias.
Tito Livio menciona la captura de reclutadores púnicos cerca de Sagunto el año 203 a. C.:

Por esos mismos días vinieron legados de Sagunto conduciendo unos cartagineses apresados con una cantidad de dinero que habían pasado a Hispania para reclutar tropas auxiliares. Depositaron en el vestíbulo de la Curia doscientas cincuenta libras de oro y ochenta de plata.

Celtas, galos, ligures, númidas, griegos y, sobre todo, iberos fueron reclutados ampliamente por Cartago.
Los mercenarios ibéricos al servicio de Cartago empiezan a citarse en las fuentes clásicas a finales del siglo VI a. C., en relación con las tropas estacionadas en Cerdeña. Al parecer, los iberos formaban parte de las tropas auxiliares cartaginesas que sometieron casi toda la isla, y que como resultado de una disputa con los libios por el botín se separaron del ejército y se asentaron en las partes elevadas de Cerdeña.
No será hasta el 396 a. C. y como consecuencia de la huida de Himilcón, que algunos contingentes entraran al servicio de Siracusa, participando incluso en las guerras sostenidas en Grecia durante el siglo IV a. C.
Pueden establecerse dos fases en el reclutamiento de mercenarios iberos:
- La primera, entre el siglo VI a. C. y la conquista bárcida (siglo III a. C.), se circunscribe en sentido estricto a la práctica del mercenariado.
- A partir de esa fecha, las alianzas establecidas mediante pactos de amistad o dependencia sirvieron para engrosar las filas cartaginesas con un gran número de contingentes, aunque se siguió manteniendo la contratación de mercenarios, especialmente entre las tribus del interior de la península ibérica.

#### Causas del alistamiento
La historiografía ha debatido ampliamente sobre las causas de alistamiento de los guerreros ibéricos como mercenarios, citándose en primer lugar y como motivo principal las dificultades económicas de estos pueblos. Esta tesis está sustentada en un texto de Diodoro Sículo en el que se alude al bandolerismo como una de las prácticas más frecuentes de los iberos.

### Las reformas de Jantipo
En esta época regresó a Cartago cierto conductor, de los que habían sido enviados a Grecia, conduciendo un gran reemplazo de tropas, entre las que venía un general llamado Jantipo, lacedemonio, educado en el arte de la guerra al estilo de su país.
Polibio Historias T.I L.I Cap.IX

En el año 255 a. C. llega a Cartago un general espartano llamado Jantipo, al que se respetaba por su amplia experiencia militar. Parece que los cartagineses enviaron a Grecia emisarios destinados a reclutar mercenarios, y en el párrafo anterior —escrito por Polibio, un griego—, se halla la prueba de que varios contingentes helenos lucharon a sueldo en el bando cartaginés. Jantipo se ganará el favor del senado púnico en poco tiempo. Le será entonces concedido el mando del ejército, al que entrena al estilo macedónico.

(Jantipo) sacó el ejército fuera de la ciudad, lo dispuso en formación y comenzó, dividiéndolo en secciones, a hacer evoluciones y a instruirlo según las reglas del arte.
Polibio Historias T.I L.I Cap.IX

#### Las armas combinadas
Tanto Sexto Julio Frontino como Polibio nos dan pistas sobre la disposición del ejército cartaginés bajo el mando de Jantipo, en la batalla de los Llanos del Bagradas.

(Jantipo) posicionó los elefantes en línea, delante de la infantería. Tras ellos dispuso, a cierta distancia, a la falange cartaginesa. Las tropas extranjeras las divide, colocando a las pesadas en el flanco derecho, y a las más ágiles junto con la caballería, al frente de una y otra ala.
Polibio Historias T.I L.I Cap.IX

La aplastante victoria cartaginesa, que prolongó la guerra una década, se trató en profundidad en Roma, como desvela el siguiente texto de Frontino, general y escritor latino:

Xanthippus Lacedaemonius in Africa adversus Atilium Regulum levem armaturam in prima acie conlocavit, in subsidio autem robur exercitus praecepitque auxiliaribus, ut emissis telis cederent hosti et, cum se intra suorum ordines recepissent, confestim in latera discurrerent et a cornibus rursus erumperent; exceptumque iam hostem a robustioribus et ipsi circumierunt.
Jantipo el lacedemonio, en África contra Marco Atilio Régulo, dispuso al frente a sus tropas ligeras, manteniendo en reserva a la flor de su ejército. Entonces instruyó a sus tropas auxiliares para que, tras lanzar sus jabalinas, cedieran terreno al enemigo y se retiraran entre las filas de sus soldados, corrieran hacia los laterales y volvieran a atacar desde esa posición. De ese modo cuando el enemigo chocaba contra las tropas pesadas, era al mismo tiempo rodeado.
Frontino, Estratagemas, 3, 10

La disposición adoptada recuerda a la típica formación de armas combinadas del ejército macedonio de los tiempos de Alejandro, con algunas variantes. La utilización de elefantes es quizá la principal de ellas. En esta ocasión los dispone al frente del ejército, al contrario que los generales cartagineses de la época, como Hannón, que colocaban a los paquidermos en segunda línea de combate. Las tropas extranjeras son los mercenarios, a los más ligeros les otorga la función clásica de los peltastas griegos, apoyar a la caballería entre líneas mientras avanza la infantería pesada. En este párrafo se produce la primera referencia a la falange cartaginesa, que es explícitamente diferenciada de las «tropas extranjeras». Por otro lado, tanto Polibio como Jantipo son griegos; luego dicha falange podría estar compuesta de mercenarios griegos, extranjeros a Cartago pero no al general. Lo más probable es que se compusiera en esencia de lanceros africanos apoyados por destacamentos mercenarios griegos.

#### Aprovechamiento del terreno
En la descripción que de la batalla hace Polibio, se relata que Jantipo basa su empuje en la carga de los elefantes (pasan a desempeñar, pues, una tarea más activa) seguida del sólido frente de la falange cartaginesa, situada en llano. El llano permite la maniobrabilidad de la falange, que de otro modo puede sufrir rupturas entre líneas, algo fatal para una formación totalmente compacta y rígida, basada en su imparable potencia frontal. Las tropas mercenarias, de hecho, son derrotadas y expulsadas del combate. Mientras, la caballería cartaginesa bate a su contraria y apoya posteriormente a la infantería desde los flancos. Jantipo exprime al máximo la utilidad de las armas combinadas (caballería, elefantes, tropas ligeras y falange), tornando la batalla en una victoria púnica sin paliativos.
De ese modo, Jantipo, únicamente cambiando el terreno, cambió el signo de la primera guerra púnica. Observó que los africanos, superiores en caballería y elefantes, se mantenían en las colinas, mientras que los romanos, superiores en infantería, se mantenían en el llano. Desplazó el campo de operaciones a la llanura, donde rompía las formaciones romanas con sus elefantes y posteriormente acosaba a las tropas dispersas con la caballería númida. Así destrozó al ejército romano, que hasta entonces siempre había salido victorioso en sus enfrentamientos en tierra.

### Las tácticas de Amílcar
El año 247 a. C., tras dieciocho años de guerra, Amílcar fue nombrado líder del ejército y la armada de Cartago. Pronto se ganó una reputación de gran comandante y hábil general. Cornelio Nepote exalta la figura de Amílcar, llegando a afirmar que durante su estancia en Sicilia, jamás fue derrotado por los romanos.

Cum ante eius adventum et mari et terra male res gererentur Carthaginiensium, ipse, ubi adfuit, numquam hosti cessit neque locum nocendi dedit saepeque e contrario occasione data lacessivit semperque superior discessit. Quo facto, cum paene omnia in Sicilia Poeni amisissent, ille Erycem sic defendit, ut bellum eo loco gestum non videretur.
A pesar de que los esfuerzos cartagineses habían sido infructuosos por tierra y mar, tras su llegada nunca cedieron terreno al enemigo, ni dieron opción a que les atacara, por el contrario, a menudo atacaba a sus enemigos cuando la ocasión se presentaba propicia, y siempre con ventaja. Más tarde, defendió Erice de una forma tan capaz, que no parecía existir ninguna guerra allí.
Nepote, Cornelio, De los Grandes Comandantes Extranjeros, Amílcar II

La obra de Nepote no desvela gran cosa sobre la táctica del ejército púnico bajo Amílcar. Sin embargo, de sus palabras es posible extraer que el general evitaba los enfrentamientos a gran escala, lo que hace pensar que reorganizó al ejército, adiestrándolo para el combate en terreno difícil y utilizando tácticas de guerrilla. La primera noticia que tenemos de Amílcar en el frente siciliano, narra su desembarco relámpago en la pequeña cala del monte Ericté, el año 246 a. C., al regreso de una incursión naval a Brucio.

#### Guerra de guerrillas
Siguiendo los textos de Polibio, se extrae que Amílcar utilizó posteriormente el monte Ericté como base de operaciones. Desde allí, hostigaba a las tropas romanas en la Sicilia central y occidental, y lanzaba incursiones navales al resto de la isla y al sur de Italia. El griego describe la base de Amílcar como:

Ericté se situaba junto al mar, entre Erice y Palermo (...) Se trata de una montaña escarpada por todos sus lados (...) Su cumbre no tiene menos de cien estadios de circunferencia, en cuyo espacio se encuentra un terreno muy apto para pastos y semillas, defendido de los vientos del mar (...) Está rodeado de eminencias inaccesibles, tanto por el lado del mar como por el que se une con la tierra, entre las cuales el espacio intermedio necesita de pocos reparos para su defensa. En este llano se eleva un promontorio, que al mismo tiempo que representa un alcázar, sirve de cómoda atalaya para registrar lo que pasa en la región cercana. Tiene un profundo puerto, muy conveniente para los que viajan a Italia desde Drépano y Lilibea. Para subir solo hay tres caminos, y éstos muy difíciles, de los cuales dos están por el lado de tierra y uno por el del mar.
Polibio, Historias Vol. I, Lib. I, Cap. XVI

Amílcar permaneció tres años en el campamento fortificado de Ericté, durante los cuales «eran frecuentes las escaramuzas, aunque no se produjo ningún combate a gran escala». Las gestiones diplomáticas no debieron faltar, pues tres años más tarde (244 a. C.), lanzó un ataque sobre la ciudad de Erice, sitiando a los romanos —que aún ocupaban la ciudad— dentro de la acrópolis. Su objetivo era distraer la atención romana de los dos últimos bastiones púnicos en la isla: Lilibea y Drépano, al mismo tiempo que agotaba sus fuerzas. Sus tácticas tuvieron éxito, y Roma finalmente abandonó la tentativa terrestre en favor de la construcción de una nueva flota de guerra.
La caballería númida y los elefantes, de nuevo, jugaron un papel relevante en la guerra de los Mercenarios. Sitiadas las dos principales ciudades aliadas de Cartago, Amílcar recurre a tropas ligeras para sabotear los convoyes y cortar las líneas de comunicación de los rebeldes.

Amílcar, digo, llevando consigo a éste y a Naravas, batía la campaña y cortaba los convoyes a Mathô y Spendios. Naravas el númida le fue de suma utilidad, tanto en esta como en otras expediciones.
Polibio, Historias Vol. I, Lib. I, Cap. XXI

#### Doctrina de la movilidad

Movimientos tácticos durante la batalla del Bagradas (239 a. C.)

A lo largo de su vida, Amílcar destacó en la dirección de ejércitos de pequeño y mediano tamaño. Nombrado de nuevo comandante en jefe durante la Guerra de los Mercenarios (241-238 a. C.), cargo que compartió durante un tiempo con otro general, Hannón el Grande, se asignó a su cargo a un reducido y rápidamente reclutado ejército.
La doctrina de la movilidad de Amílcar se puso de manifiesto especialmente en combates como la batalla del Bagradas, quizá la obra maestra de táctica militar del cartaginés, pues aunó durante la misma varios factores de singular relevancia:
- Estudio y aprovechamiento del terreno
- Factor sorpresa
- Movilidad
- Maniobrabilidad

Estudio del terreno
Amílcar había observado que en verano, al soplar el viento del desierto, la arena arrastrada por el mismo formaba un depósito de lodo que creaba una ruta vadeable en la desembocadura del río.
Factor sorpresa
Dispuso al ejército para la marcha, esperando que esto sucediera, sin mencionar a nadie sus planes. De este modo, al movilizar el ejército, nadie esperaba lo que iba a ocurrir. Cruzó el vado de noche y atacó al amanecer.
Movilidad
El ejército completo se encontraba preparado para la marcha a la caída de la noche, durante la cual todas las tropas cruzaron a la otra orilla. Al amanecer, no quedaba ni un soldado en la otra orilla.
Maniobrabilidad
Atacado desde el norte y oeste, Amílcar reorganizó su ejército rápidamente. La caballería y los elefantes, que formaban la vanguardia, se retiraron por los extremos de la formación, mientras la falange, situada en retaguardia, comenzaba a desplegar una línea compacta frente al enemigo.
Esta doctrina de la movilidad volvió a ponerse de manifiesto durante la batalla de la Sierra. Según nos cuenta Polibio, en muchos combates a media escala, Amílcar separaba el ejército enemigo, embolsando gran número de tropas a las que destruía atacando por todos los flancos. En batallas más generales, disponía emboscadas insospechadas para los rebeldes, o aparecía de la nada cuando sus enemigos menos lo esperaban, ya fuera de día o de noche. La culminación de esta estrategia se produjo cuando el general, con un ejército menos numeroso, hostigó a las tropas rebeldes que quedaron sitiadas en un desfiladero.

### El ejército de Aníbal

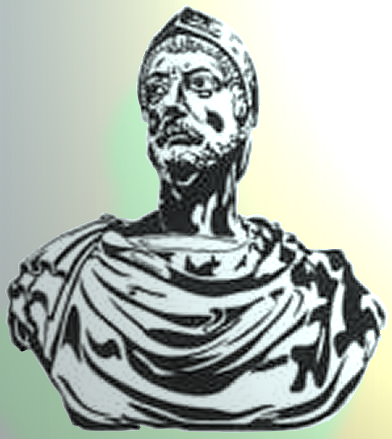
Reconstrucción por ordenador del busto de Aníbal realizado por Horacio

Considerado uno de los mejores estrategas de la Historia, Aníbal recibió el legado de otro gran estratega, su padre Amílcar. Tras casi dos décadas en Hispania, Cartago controlaba la práctica totalidad de la península ibérica, tenía acceso a algunos de los mejores soldados y armas de la época —los mercenarios celtas e iberos eran respetados a lo largo del mundo antiguo, y mucho se ha hablado de sus armas y del hierro ibero— y a un extenso territorio que cultivar para alimentar a sus tropas.
Las hazañas militares de Aníbal se pueden dividir en cuatro fases: La conquista de Hispania, incluyendo el asedio de Sagunto; el cruce de los Alpes; las grandes batallas en Italia y la guerra de desgaste posterior, hasta su vuelta a África.

#### Carisma y simpatía con las tropas
Aníbal acompañó a su padre, Amílcar, en la conquista de la península ibérica. Allí, además de aprender de su progenitor las que serían las bases de su doctrina táctica, convivió con los soldados, que le proclamaron general por aclamación.

multi saepe militari sagulo opertum humi iacentem inter custodias stationesque militum conspexerunt. Vestitus nihil inter aequales excellens: arma atque equi conspiciebantur. Equitum peditumque idem longe primus erat; princeps in proelium ibat, ultimus conserto proelio excedebat.
Muchos le vieron envuelto en sayo militar, durmiendo en el suelo entre los puestos de guardia de los soldados. Su vestimenta no era en ningún modo superior a la de sus iguales: sus caballos y armas eran llamativos. Siempre era el primero en lanzarse al combate, y el último en abandonarlo.
Tito Livio, Ab Urbe condita libri XXI, 4

Según la estela de Lacinio, Aníbal envió 200 jinetes hispanos, 13 850 infantes y 870 honderos baleares a defender África. Del mismo modo, trasladó 450 guerreros de caballería africanos y libio-fenicios a Hispania. De esta manera pretendía asegurarse su fidelidad.
Tras tomar Sagunto, Aníbal arengó a las tropas íberas, concediéndoles permiso para que pasaran el invierno en sus hogares. De este modo los hispanos «reposaron y recuperaron el vigor de sus cuerpos y mentes para las hazañas que estaban por venir».
Al inicio de su expedición a los Alpes, dejó como guarnición a 11 000 soldados íberos que se mostraron reticentes a abandonar su territorio.
Todas estas muestras de comportamiento favorecían el efecto positivo de las arengas de Aníbal, de las cuales nos han dejado testimonio Tito Livio y Polibio, como la que dio a sus soldados tras cruzar los Alpes, previamente a la batalla del Tesino:

Solo hay una alternativa: vencer, morir o vivir bajo el yugo romano. La victoria no nos concederá caballos y vestidos, sino todas las riquezas de Roma, lo que os convertirá en los más felices de los hombres. Si luchando hasta el último aliento fracasáis, daréis vuestra vida por un glorioso cometido. Pero si abandonáis el amor a la vida y huis para intentar salvaros, os perseguirán las desdichas. No creo que haya nadie tan insensato que, tras recordar lo que ha sufrido durante el viaje, los arduos combates que han sobrevenido en el camino y los anchos ríos que ha cruzado, confíe en poder regresar a su casa solo. (...) debéis entrar en combate con ánimo de vencer, y cuando esto no sea posible, de morir, pues una vez derrotados no queda esperanza alguna de vida. Si esto hacéis y estáis convencidos de ello, lograréis vencer y sobrevivir.

#### Posicionamiento y emboscada
Aníbal mostró una capacidad estratégica enorme durante su invasión a Italia. Dominaba principalmente el arte de la colocación, posicionamiento y emboscada. La brillantez de sus tácticas estribaba en la facilidad con que atraía a los romanos a luchar bajo sus condiciones, en su terreno y en el momento que él decidía.
Las tropas celtíberas formaban la columna vertebral de su ejército, al que rearmó casi por completo tras la debacle romana en el lago Trasimeno con el equipo de los legionarios caídos. Sin embargo, su ejército sufrió numerosas transformaciones a lo largo de los quince años que pasó en Italia, de modo que hacia el final de su estancia la mayor parte del mismo la formaban galos y latinos (ligures, brucios y campanios).
Las hazañas de Aníbal, y particularmente su victoria en Cannas, han sido estudiadas y analizadas por las academias militares del mundo entero. En la Encyclopædia Britannica de 1911, el autor del artículo dedicado a Aníbal elogia al general en estos términos:

Sobre la trascendencia del genio militar de Aníbal no pueden existir dos opiniones. El hombre que fue capaz de mantener sus conquistas en un país hostil frente a varios ejércitos poderosos y una sucesión de comandantes capaces, debe necesariamente de haber sido un táctico y estratega sin igual. Ciertamente, sobrepasó a todos los generales de la Antigüedad en la utilización de estratagemas y emboscadas. Tan increíbles como fueron sus logros, debemos admirarnos aún más si tenemos en cuenta el escaso apoyo que recibió desde Cartago. A medida que caían sus veteranos, se veía obligado a organizar levas de refresco en el lugar donde se hallara. Nunca se menciona un solo motín en su ejército, compuesto como estaba de africanos, hispanos y galos. Más aún, todo lo que sabemos de él nos ha llegado en su mayor parte de fuentes hostiles. Los romanos le temían y odiaban tanto que eran incapaces de hacerle justicia. Livio habla de sus grandes cualidades, pero añade que sus vicios eran igualmente grandes, de entre los cuales destaca su «perfidia más que púnica» y su «inhumana crueldad». Para el primero no parece existir mayor justificación que su consumada habilidad en tender emboscadas. En lo concerniente al segundo, creemos que no es posible otra razón que, en ciertas crisis, actuara según el espíritu de la guerra antigua. A veces contrasta de modo más favorable con su enemigo. Ninguna brutalidad mancha su nombre tanto como la perpetrada por Claudio Nerón sobre el derrotado Asdrúbal. Polibio únicamente menciona que era acusado de crueldad por parte de los romanos y de avaricia por parte de los cartagineses. Tenía, ciertamente, enemigos implacables, y su vida representó una constante lucha contra el destino. Por su firmeza de propósito, por su capacidad organizativa y maestría en la ciencia militar, es posible que jamás haya tenido igual.

Mapa que muestra las diferentes batallas que libró Aníbal en Italia

Incluso los cronistas romanos le consideran un maestro militar supremo y escriben acerca de él que «no exigió jamás a otros algo que no hubiera hecho él mismo». Según Polibio, «como un sabio gobernador, supo contentar y someter a su gente, que jamás se rebeló contra él ni se planteó ningún intento de sedición, dándoles lo que necesitaban. Aunque su ejército estuviera compuesto por soldados de diversos países: africanos, españoles, ligures, galos, cartagineses, italianos y griegos, que no tenían en común entre ellos ni leyes, ni costumbres, ni idioma, Aníbal logró reunir, gracias a su capacidad, a todas esas diferentes naciones y someterlas a la subordinación de su liderazgo, imponiéndolas sus mismas opiniones».
El documento del conde Alfred von Schlieffen (titulado el Plan Schlieffen), elaborado a partir de sus estudios militares, insiste en gran medida en las técnicas militares que emplearon los cartagineses para rodear y destruir al ejército romano en la batalla de Cannas.
George Patton pensaba que él mismo era la reencarnación de Aníbal (entre otras reencarnaciones, Patton creía que había sido un legionario romano y un soldado de Napoleón I). No obstante, los principios bélicos que se aplicaban en tiempos de Aníbal, se siguen aplicando hoy en día».
Por último, según el historiador militar Theodore Ayrault Dodge:

Aníbal sobresalió como táctico militar. A lo largo de la historia, ninguna batalla ha ofrecido un ejemplo mejor de utilización de la táctica que la batalla de Cannas. Pero sobresalía aún más como logístico y como estratega. Ningún capitán marchó, como él, alguna vez, con y contra tantos ejércitos que le excedieran en número y equipamiento. Ningún hombre resistió nunca por sí mismo durante tanto tiempo o tan hábilmente en condiciones tan adversas de una forma tan ingeniosa y llena de coraje. Enfrentado constantemente a los mejores soldados, liderados por respetables generales, a menudo de gran habilidad, desafió todos los esfuerzos que hicieron por expulsarle de Italia, durante media generación. Exceptuando el caso de Alejandro, y algunos conflictos bélicos aislados, todas las contiendas anteriores a la segunda guerra púnica se habían decidido en su mayor parte, si no por completo, gracias a las tácticas de batalla. La habilidad estratégica influía solo hasta cierto punto. Los ejércitos marchaban uno contra otro, luchaban en orden paralelo, y el conquistador imponía los términos sobre su adversario. Cualquier variación en esta regla conducía a una emboscada u otras estratagemas. Una guerra como aquélla, que se llevaba a cabo esquivando la necesidad de entrar en batalla, donde la victoria podía conseguirse mediante ataques contra las comunicaciones enemigas, maniobras de flanqueo, consecución de posiciones desde las que poder retirarse rápidamente en caso de ser atacados, no se comprendía... [sin embargo] Por primera vez en la historia de la guerra, vemos dos generales esquivándose mutuamente, ocupando las tierras altas, marchando sobre los flancos de su rival para capturar ciudades o suministros en retaguardia, acosándose mutuamente con tácticas de guerrilla, y raramente aventurándose a presentar batalla, batalla que podía convertirse en un completo desastre; todo ello con el propósito preconcebido de colocar al oponente en desventaja estratégica... que todo aquello se produjera fue debido a las enseñanzas de Aníbal.

#### Guerra de desgaste
Hacia 204 a. C., el signo de la guerra se había inclinado claramente hacia el lado romano. Tres años antes, habían destruido al ejército de Asdrúbal que marchaba desde Iberia hasta Italia a través de los Alpes, con la intención de reforzar a su hermano. Escipión el Africano había aprovechado la partida de Asdrúbal para acabar con el dominio cartaginés en la península ibérica, como resultado de la batalla de Ilipa. Ante el acoso continuo de los romanos, Aníbal había pasado a la defensiva.
Tras la batalla del Metauro, Aníbal decidió concentrar sus tropas y aliados en Brucio, “el rincón más remoto de Italia”. Renunció al resto de sus posesiones en Lucania y la Magna Grecia, aparentemente porque habían perdido su importancia estratégica, y las consideraba indefensibles ante la superioridad romana. Más aún, habiendo perdido muchas tropas en ciudades conquistadas por los romanos en años anteriores, intentaba minimizar sus bajas. Bruttium era una región eminentemente montañosa, casi completamente rodeada por el mar, la base perfecta para que Aníbal vigilara el avance romano y forzaba al senado a mantener un poderoso ejército movilizado contra él.
Curiosamente, Aníbal imitó las mismas tácticas que su padre, Amílcar Barca, había empleado durante siete años en Ericté (Sicilia), durante la primera guerra púnica. De acuerdo al historiador militar Hans Delbrück, el objetivo de esta táctica era inducir a Roma a firmar un tratado de paz, a cambio de renunciar a la base púnica que tenía en Italia.
Livio describe las características de estos combates del siguiente modo:

La pugna por Bruttium había asumido el carácter de bandidaje más que de guerra regular. Los númidas habían comenzado esta práctica, y los brutios siguieron su ejemplo, no tanto por su alianza con Cartago, sino porque era su forma tradicional y natural de hacer la guerra. Finalmente, incluso los romanos se vieron infectados de la pasión por el saqueo y, en la medida que les permitían sus generales, acostumbraban a efectuar incursiones depredadoras a los campos de cultivo enemigos.

Aníbal tuvo que elevar los impuestos y conseguir nuevos recursos mediante confiscaciones. Estas medidas minaron su popularidad entre la población local, lo que causó numerosas defecciones. La deportación de ciudadanos sospechosos de escasa lealtad desde fuertes estratégicos, hecho este referido por Apiano, reportó una mayor seguridad a Aníbal, excepto en el caso de Locri.
Presionado por la pérdida de tan estratégico puerto, Aníbal fijó su base «en Crotona, que encontró bien situada para sus operaciones, y donde estableció su cuartel general contra el resto de las ciudades.» Como en el año anterior, se vio obligado a enfrentarse a dos ejércitos de dos legiones cada uno, uno dirigido por el cónsul Publio Licinio Craso Dives, y el otro por el procónsul Quinto Cecilio Metelo.
A pesar de sus constantes ataques sobre Crotona, el cónsul Cneo Servilio Cepión no pudo evitar que Aníbal partiera sin contratiempos a África. Apiano informa que para transportar a sus veteranos Aníbal incluso construyó más barcos, adicionalmente a una flota que había llegado desde Cartago, sin que los romanos pudieran impedirlo.

### Asdrúbal el Beotarca y el rearme de Cartago
El ejército de Cartago quedó muy debilitado tras la segunda guerra púnica. Las condiciones de Escipión fueron duras: la armada cartaginesa, a excepción de diez naves, debía ser entregada a Roma. También debían ser entregados todos sus elefantes, prisioneros de guerra, desertores y el ejército que Aníbal había traído de Italia. Se les prohibía reclutar mercenarios celtas o ligures, además de otras condiciones de índole puramente económica.
En la guerra contra Masinisa del 150 a. C., Asdrúbal el Beotarca reunió un ejército de 25 000 infantes y 400 jinetes, al que posteriormente se unieron 6000 jinetes númidas, desertores de las filas de Masinisa. Antes de la batalla, los refuerzos púnicos casi doblaban dicho número.

Cuando Masinisa formó sus tropas, Asdrúbal dispuso enfrente a su ejército. Era muy grande, pues los reclutas habían acudido en masa desde los alrededores. Tiempo después, Escipión a menudo comentaba que había presenciado varios combates, pero nunca había disfrutado tanto de ninguno, pues en ningún otro había visto tan fácilmente cómo hasta 110 000 soldados se incorporaban a la batalla.
(...) De este modo, de los 58 000 hombres que componían el ejército, solo unos pocos regresaron ilesos a Cartago. Entre ellos se encontraban Asdrúbal (el Beotarca) y otros nobles.
Apiano, Guerras extranjeras: "Las guerras púnicas"

A petición púnica, Roma envió mediadores para arbitrar entre Cartago y Numidia, con las órdenes de favorecer a Masinisa en todo lo posible. Viendo cómo había prosperado la ciudad en apenas 50 años, los romanos comenzaron a meditar sobre su destrucción. A Cartago se le exigió paulatinamente: rehenes, barcos, armas y maquinaria militar. Cuando esto se hubo llevado a cabo, y los púnicos se hallaban desarmados, Roma exigió que abandonaran la ciudad, que sería destruida, y levantaran una nueva tierra adentro.

Cuando finalizaron sus lamentaciones, hubo otro intervalo de silencio, tras el cual reflejaron que su ciudad se hallaba desarmada, vacía de defensores, no poseía una sola nave, ni una catapulta, ni una espada, ni el suficiente número de guerreros, habiendo perdido 50 000 no mucho tiempo atrás. Tampoco tenían mercenarios, ni amigos, ni aliados, ni tiempo para procurarse algunos. Sus enemigos se encontraban en posesión de sus niños, sus armas y sus territorios. Su ciudad se hallaba sitiada por enemigos que disponían de flota, infantería, caballería y máquinas de guerra. Mientras Masinisa, otro de sus rivales, acechaba su flanco.
Apiano

La guerra se antojó inevitable, y el senado de Cartago liberó a todos los esclavos, eligió nuevos generales y nombró a Asdrúbal, a quien había condenado a muerte, comandante en jefe. Asdrúbal disponía de un ejército de 30 000 hombres.
Dentro de las murallas eligieron como capitán a otro Asdrúbal, nieto de Masinisa. Todos los templos, capillas y cualquier otro espacio desocupado se convirtió en una fábrica, donde hombres y mujeres trabajaban día y noche sin descanso, recibiendo comida regularmente y en raciones. Cada día fabricaron 100 escudos, 300 espadas, 1000 proyectiles de catapulta, 500 dardos y jabalinas, y tantas catapultas como pudieron producir. Como cuerdas para tensarlas utilizaron los cabellos de sus mujeres.
Durante el fallido asalto de Mancino a Cartago, se menciona a Bitias, desertor del ejército de Gulussa, como general de caballería, bajo cuyo mando se encontraban 6000 infantes y 1000 jinetes «veteranos y bien entrenados». Mientras que Asdrúbal el Beotarca disponía, en ese momento, de 30 000 soldados.
En el momento de la toma y destrucción de Cartago (invierno del 146 a. C.), dos ejércitos cartagineses seguían en campaña: en el interior, el ejército de Diógenes, que había asumido el mando como sucesor de Asdrúbal, contaba con unos 84 000 hombres en el momento de ser derrotado por Escipión en Neferis, cifra en la cual seguramente se incluían las tropas de Bitias.
Durante la conquista de la ciudad, los cartagineses actuaron utilizando tácticas de guerrilla urbana, combatiendo calle por calle, casa por casa y barrio por barrio. En el interior de la ciudad, Asdrúbal disponía de 36 000 hombres, aunque esta cifra es probablemente exagerada.

## Estructura

### Infantería

#### El Batallón Sagrado

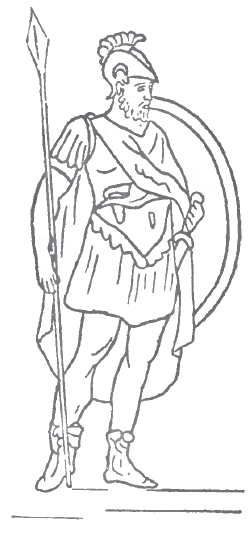
Infante del Batallón Sagrado.

El Batallón Sagrado era un cuerpo de élite, similar al Batallón Sagrado de Tebas, que habitualmente no combatía fuera del territorio africano. Se situaba en el centro de la formación del ejército, inmediatamente detrás de los elefantes y protegido en las alas por los auxiliares mercenarios y la caballería. Estaba constituido por hijos de nobles de Cartago y poseían una gran preparación para el combate. Dada la condición social de sus integrantes, probablemente disponían del mejor equipamiento posible.
Según la mayoría de los autores clásicos, los miembros del Batallón Sagrado combatían a pie y ejercían las funciones de guardia personal del general o comandante cartaginés del ejército.
Esta fuerza escogida contaba con 2500 hombres —la que parece ser su magnitud habitual— en la batalla del Crimiso, en el año 341 a. C., cuando el ejército cartaginés fue vencido por el de Timoleón, que comandaba al ejército siracusano. En esta batalla, el Batallón Sagrado fue aniquilado.
Plutarco describe así al ejército cartaginés que se aproximaba al río Crimiso:

Vieron entonces el río Crimiso y a los enemigos a punto de vadearlo. A la cabeza venían las cuadrigas formidablemente armadas para el combate y detrás, diez mil hoplitas con escudos blancos. Se comprobaba que esos eran los cartagineses por su brillante armadura, la lentitud y lo ordenado de su marcha. Después de ellos venían los demás pueblos que vadeaban el río a empellones y en desorden.

Plutarco cifra las bajas en 10 000 hombres, de los que 3000 eran cartagineses:

Gran duelo para su ciudad, puesto que eran los ciudadanos más distinguidos por su nacimiento, riqueza y fama y, jamás, hasta donde alcanza la memoria de los hombres, habían perecido tantos cartagineses en una sola batalla. Como normalmente empleaban libios, iberos y númidas en las batallas, era a los extranjeros a los que correspondía pagar los gastos de sus derrotas.

Diodoro Sículo cifra las bajas del Batallón Sagrado en 2500, y las bajas totales del ejército cartaginés en 10 000 muertos y 15 000 prisioneros, en su mayoría mercenarios.
Tras su lamentable participación en la batalla de Túnez contra Agatocles de Siracusa en el 310 a. C., sus efectivos aumentaron hasta los 12 000 hombres. Ésta es la cifra que aparece en la batalla de los Llanos del Bagradas (255 a. C.), y es similar al número de soldados reclutados para oponerse a la sublevación de los mercenarios en el 240 a. C.

#### La infantería libio-fenicia

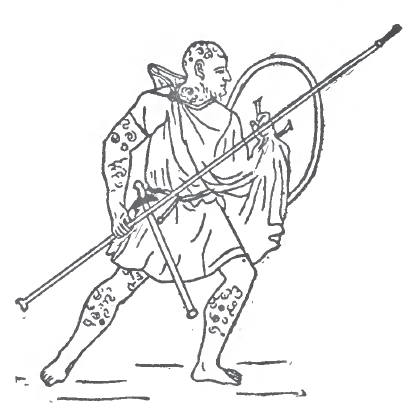
Lancero africano (libio-fenicio).

Tito Livio describe a la «infantería libio-fenicia» como mixtunz Punicum Afris genus, probablemente tomando a Polibio como fuente. Constituían las fuerzas más leales y capaces del ejército cartaginés.
Hacia el siglo III a. C., los libio-fenicios eran la única etnia bajo el dominio cartaginés, y estaba obligada por ley a suministrar soldados a la metrópoli.
Una vez reclutados, sin embargo, existen evidencias de que recibían un salario tan copioso como el de las tropas mercenarias. Polibio dice que constituían el núcleo de la caballería, además de suministrar tropas de infantería.
Anteriormente a la primera guerra púnica, los libio-fenicios iban equipados con yelmos y corazas de hierro. Portaban grandes escudos blancos que protegían la mayor parte de su cuerpo, y marchaban en formación lenta y ordenada (posiblemente al estilo de la falange macedonia, o quizá de la más clásica falange griega). Les apoyaban contingentes de carros de guerra de diseño semita, muy utilizados en los conflictos coloniales.
Al comienzo de la guerra se les describe equipados al estilo hoplita tardío, como los mercenarios griegos. Portaban yelmo metálico, grebas, una coraza de lino, escudos redondos y lanzas largas, además de espadas cortas.
También usaban, en otras ocasiones, armaduras capturadas a los príncipes y asteros romanos, sobre todo tras la victoria de Aníbal Barca en la batalla del Lago Trasimeno (218 a. C.); las completaban con cascos tracios o capturados al enemigo, y una lanza corta o jabalina (longche), de la que derivaba su nombre de longchoporoi.
Cuando Aníbal se disponía a invadir Italia, dejó en Hispania a 450 jinetes y 11 850 infantes libio-fenicios al mando de su hermano Asdrúbal.
Panoplia
Los libios servían de infantería pesada, aunque sus características exactas podrían haber variado con el tiempo.
En las guerras sicilianas se desempeñaron siempre como lanceros, ya fuera en la configuración helénica, empuñando una lanza corta de un brazo y un escudo redondo de 90 cm de diámetro y forma cóncava, o en la configuración helenística, empuñando con ambas manos una sarisa de 5 a 7 m de longitud, con punta y contera de hierro, y llevando embrazado un escudo redondo de 60 cm, con una empuñadura (antilabé) en su extremo y una correa (telamon) que permitía transportarlo con comodidad y fijarlo mejor en la carga. Posteriormente, con el desarrollo de la guerra mediterránea y la segunda guerra púnica en concreto, adoptarían tácticas más similares a la de los romanos, utilizando escudos ovalados y confiando en la movilidad y el uso de la espada sobre el de la lanza.
Los escudos de la falange cartaginesa estaban generalmente pintados de blanco. Los motivos decorativos más característicos eran la estrella, la palmera o el caballo, símbolos de la ciudad de Cartago, como demuestran sus monedas. Estos mismos escudos son descritos por Mamerco de Catania, tirano de Catania, tras conseguirlos de una parte de los mercenarios griegos de Timoleón: 

Estos escudos teñidos de púrpura, incrustados de oro, marfil y coral, los hemos tomado con la ayuda de pequeños y pobres escudos carentes de valor.

Los elementos defensivos de la panoplia se completaban con un casco tracio de carrilleras fijas, cimera metálica y cogotera saliente, aunque en la descripción de la batalla del Crimiso se cita que el Batallón Sagrado de Cartago usaba cascos de bronce cónicos carentes de visera; una coraza musculada metálica, realizada en hierro y utilizada indistintamente junto a la griega de lino, que en el siglo III a. C. sería sustituida por las cotas de malla de procedencia itálica; y grebas de bronce decoradas de caña alta que protegían la pierna desde el tobillo hasta el inicio del muslo, por encima de la rodilla, y se aseguraban con correas de cuero. Bajo la armadura llevaban túnicas de color rojo, y calzaban sandalias.

Gracias a ello aguantaron el primer choque con vigor y, gracias a sus corazas de hierro, sus cascos de bronce y los grandes escudos que les cubrían, pudieron rechazar los tiros de jabalina.

Los restos de la batalla del Crimiso formaron el trofeo de Timoleón, cuyas tropas tardaron dos días en recoger los equipos del ejército cartaginés. Las armas que envió a Corinto decoraron los templos de la ciudad y fueron la envidia de todas las ciudades de Grecia, no solo por su riqueza, sino por ser las únicas que no habían sido obtenidas gracias a la victoria sobre otros griegos.

#### Lonchophoroi
Fuentes clásicas hablan de los lonchophoroi como tropas ligeras libio-fenicias, muy capaces en este tipo de combate. Su panoplia estaba compuesta por un escudo ligero, aunque con posterioridad adoptarían uno ovalado que proporcionaba mayor protección; un casco de fibra o de bronce; y un puñado de jabalinas. Combatían en orden abierto, siendo muy eficaces en las emboscadas, sabiendo sacar provecho de los accidentes del terreno. Los pueblos bereberes también aportarían tropas ligeras al ejército cartaginés, siendo sus armas más comunes la jabalina y el arco.

#### Las tropas hispanas
Tras la conquista de Hispania, el grueso del ejército cartaginés estaba formado por tropas procedentes de Iberia. Estas tropas provenían de dos etnias diferentes: las tribus iberas del Levante y sur peninsular, y las tribus celtíberas del interior. Constituían las tropas más disciplinadas de los ejércitos púnicos, si exceptuamos la infantería libio-fenicia. Estos soldados, en su mayoría mercenarios —aunque es posible que existieran contingentes que obedecieran ciegamente a generales carismáticos, como Aníbal, siguiendo la tradicional devotio ibérica— suministraban tropas de caballería ligera, infantería ligera y pesada.
Iberos

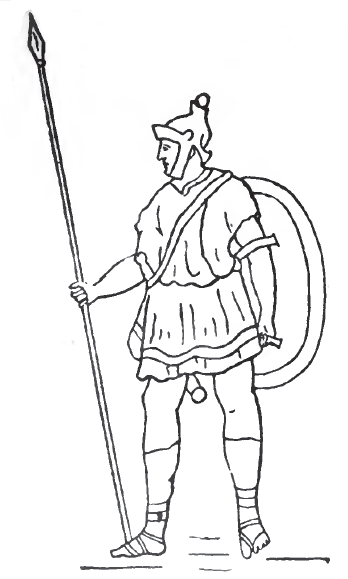
Soldado hispano de infantería del ejército de Aníbal.

La infantería pesada ibera portaba armadura de mallas o escamas, yelmo y un escudo largo y oblongo, parecido al escutum romano de los tiempos de la República. Su arma principal era la falcata, una espada corta de un filo, más un tercio en el lomo para hacer posible la estocada, ligeramente curvada, que golpeaba con letal precisión y podía ser usada para cortar o apuñalar.
La infantería ligera ibera iba equipada con un juego de dardos, dos o tres jabalinas, escudos ligeros y hondas. Algunos utilizaban la caetra, un pequeño escudo redondo de cuero o madera. Generalmente iban desprotegidos, aunque su agilidad y habilidad con la espada les hacía oponentes equiparables a la infantería pesada en combates abiertos.
Celtíberos
Los infantes celtíberos servían tanto como infantería pesada como ligera. Vestían las mismas armaduras que la infantería ibera, aunque variaba su armamento. Blandían la típica espada de doble filo celta o gladius hispaniensis, destinada a cortar mediante agresivos movimientos de ataque. Portaban un tipo especial de jabalinas, conocidas por los romanos como soliferreum ("solo hierro") que, como su nombre indica, estaban hechas únicamente de hierro y aproximadamente del mismo tamaño que el pilum, con una función similar. También empleaban la falárica, un astil de madera de pino con una larga cabeza de hierro en su extremo, alrededor de la que el soldado enrollaba lana empapada en aceite o brea, la prendía y la lanzaba por los aires. Esta arma incendiaria sería adoptada y modificada por los romanos para ser lanzada desde máquinas de guerra. Llevaban capas negras y, en cuanto a los escudos, algunos usaban unos ligeros similares a los de los celtas y otros escudos redondos del tamaño del aspis griego. Protegían sus piernas con bandas de pelo trenzado, y sus cabezas con cascos de bronce con cimeras rojas.
Lusitanos
Los infantes lusitanos son descritos por el geógrafo griego Estrabón como ágiles y rápidos, diestros para las emboscadas, el espionaje y las retiradas. Portaban un pequeño escudo, tipo caetra, cóncavo por su parte delantera y de dos pies de diámetro, que mediante correas llevaban colgado de los hombros, posiblemente porque carecía de asas y abrazaderas. Iban armados con un puñal o cuchillo, y con varias jabalinas, o una lanza de punta de bronce. La mayoría se protegían con corazas de lino (similar al linotorax griego) y solo algunos usaban cotas de malla. Iban equipados con cascos metálicos con tres penachos, o con yelmos de cuero. También utilizaban espinilleras (grebas).

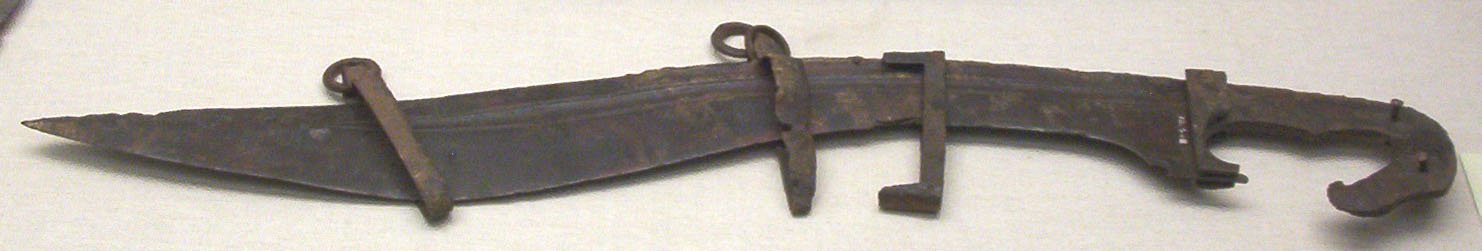
Falcata ibera realizada en hierro y plata.
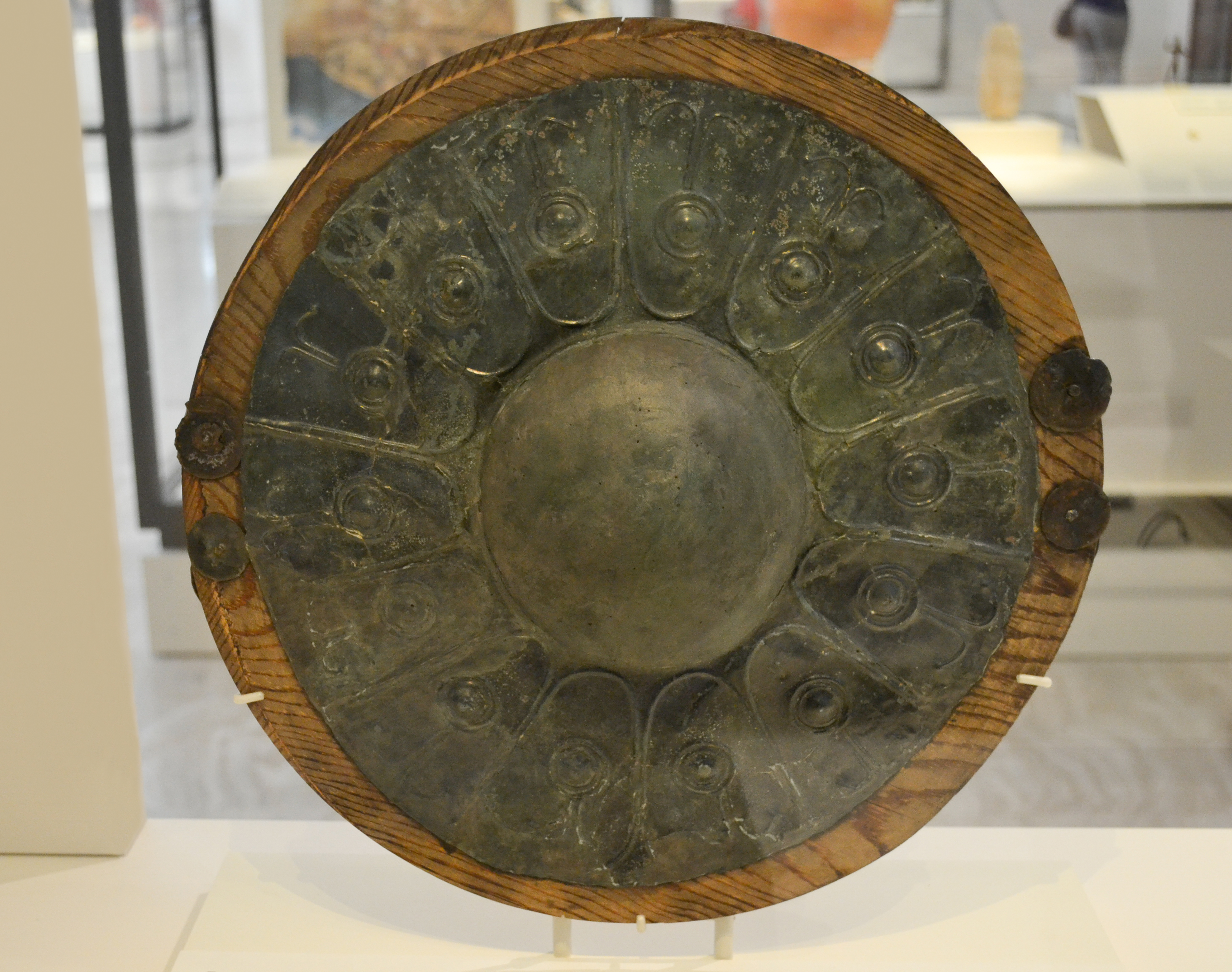
Gran tachón central de bronce de un escudo circular celtíbero.

#### Los honderos baleares

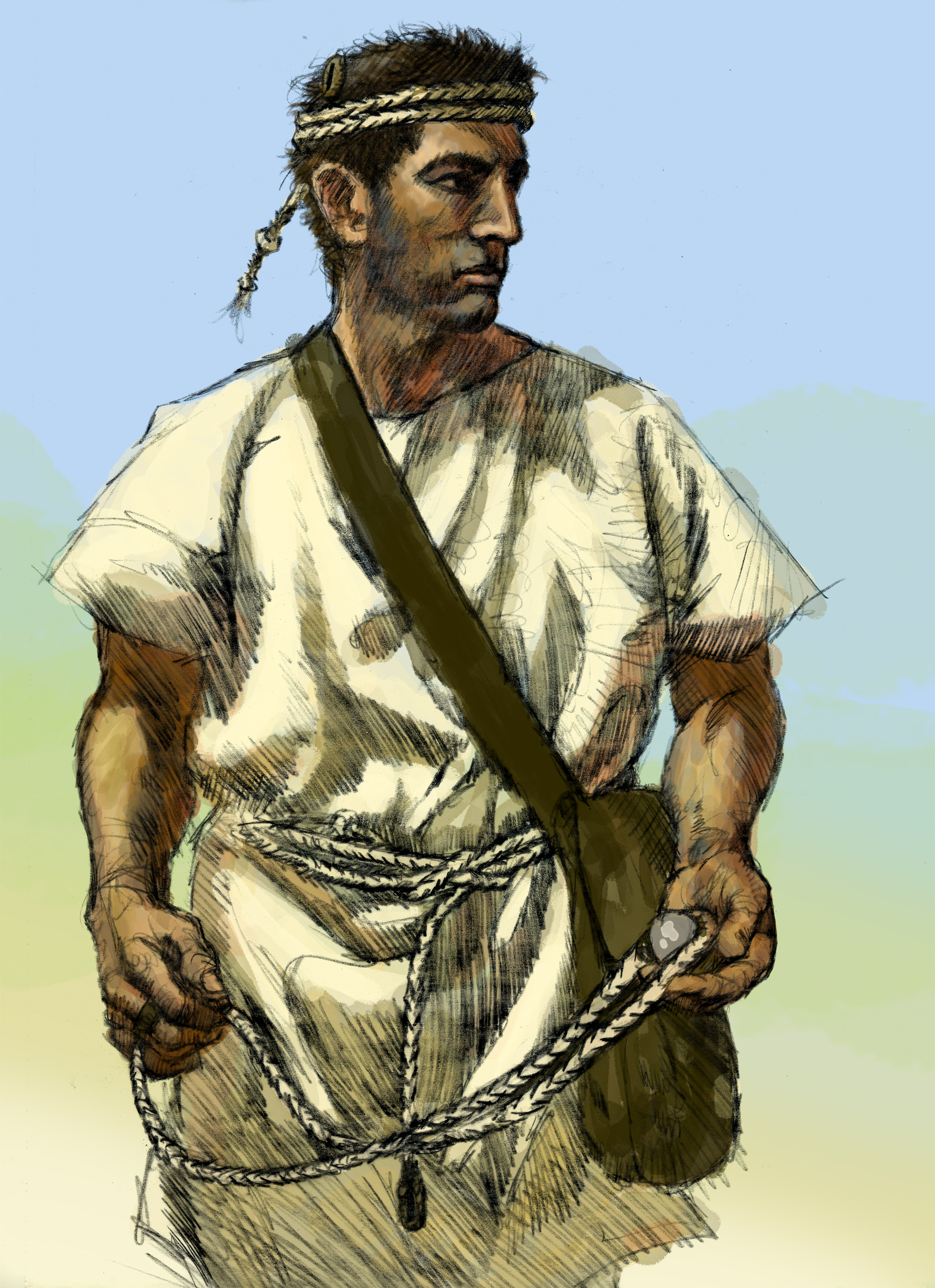
Hondero balear

Aunque se pueda contar entre las tropas hispanas de Aníbal, este contingente merece mención aparte por sus especiales características. Se citan por primera vez a mediados del siglo IV a. C. en Cerdeña, durante la conquista de Selinunte (409 a. C., en el marco de la Segunda Guerra Siciliana). Diodoro les coloca entre los combatientes cartagineses durante la toma de Agrigento y, ya comenzada la tercera guerra siciliana, en la batalla de Ecnomo (310 a. C.), a las órdenes de Amílcar, hijo de Giscón.
De ellos dice Diodoro Sículo, que:

(...) en la práctica de lanzar grandes piedras con honda aventajan a todos los demás hombres.
Diodoro Sículo, Biblioteca histórica v.17.1.

Los honderos baleares —mencionados por las fuentes como funditores, por extensión del arma que manejaban, la honda, llamada funda en latín— combatían «semidesnudos», es decir, con escaso armamento defensivo. Al respecto dice Tito Livio «levium armorum baliares» —armados a la ligera—, y «levis armatura». También refiere que como armamento defensivo solo usaban un escudo recubierto de piel de cabra, y como armamento ofensivo un venablo de madera afilada y las célebres hondas. Estas eran elaboradas con una fibra vegetal negra trenzada con crines o con nervios de animales. Empleaban tres tipos de hondas de distintas longitudes, según la distancia del objetivo a alcanzar. Las que no estaban usando en un momento dado, las colocaban en torno a la cabeza y la cintura. Por el contrario, según Estrabón y otros autores, llevaban las tres hondas atadas alrededor de la cabeza.
Los proyectiles, que lanzaban tras voltear tres veces sus hondas, podían ser de piedra, terracota o plomo. Podían llegar a pesar hasta 500 g, y sus efectos eran análogos a los de una catapulta.
Su maestría con la honda la intentaba explicar ya Licofrón en su poema épico Alexandra, donde hablaba así de los fugitivos de Troya que llegan a las Islas Baleares:

Después de navegar como cangrejos en las rocas de Gimnesis rodeados de mar, arrastraron su existencia cubiertos de pieles peludas, sin vestidos, descalzos, armados de tres hondas de doble cordada. Y las madres señalaron a sus hijos más pequeños, en ayuno, el arte de tirar; ya que ninguno de ellos probará el pan con la boca si antes, con piedra precisa, no acierta un pedazo puesto sobre un palo como blanco.
Licofrón de Calcis (280 a. C.), Alexandra (versos 633-641)

Excelentes defensores y asaltantes de fortificaciones, los cartagineses los emplearon sobre todo en el campo de batalla. Normalmente, eran los primeros en intervenir en las batallas, derribando a las primeras filas enemigas, rompiendo escudos, yelmos y cualquier tipo de arma defensiva.
Cuando se les terminaban los proyectiles o el enemigo estaba ya muy próximo, se replegaban junto a los arqueros para ceder el paso al grueso de la infantería ligera.
Según los cronistas, Aníbal contó con aproximadamente 2000 honderos, quien en los inicios de la campaña en la península itálica los dispuso en primera fila de su ejército, y eran los encargados de comenzar la lucha hostigando a los romanos. Esta disposición de las tropas, que tenía un cierto paralelismo con la de los vélites en el ejército romano, la repitió en Cannas (216 a. C.) Es significativo el hecho de que los contingentes de honderos fueran citados expresamente en la distribución de tropas que Aníbal hizo antes de dejar el mando del territorio cartaginés en la península ibérica a su hermano Asdrúbal, al que confió 500 baleares. Aníbal confería gran importancia a estas tropas y las protegió a lo largo de la campaña como soldados irreemplazables. El motivo no era otro que el mayor alcance y precisión que la honda tenía sobre el arco.

#### Las tropas galas

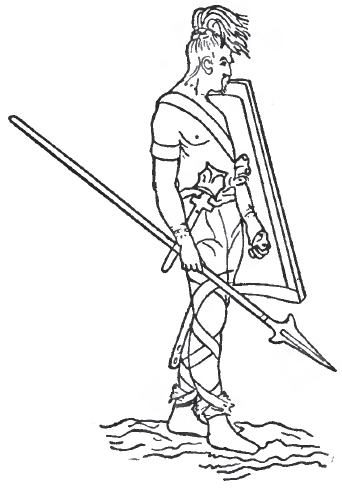
Guerrero galo del ejército de Aníbal

Los galos sirvieron como mercenarios en los ejércitos cartagineses desde, al menos, el siglo V a. C. En la crónica que hace de la Guerra de los Mercenarios, Polibio revela la existencia de un contingente de alrededor de 2000 galos rebeldes, al mando de Autarito, que combatió en la primera guerra púnica en número mucho mayor.

(Spendios) llevaba también consigo a Autarito y sus galos, tan solo dos mil, pues el resto del contingente original había desertado a los romanos cuando acampaba junto a Erice.
Polibio, Historia Universal bajo la República Romana Lib. I, 77.5

Los celtas combatieron en ejércitos cartagineses como mercenarios al menos desde el año 340 a. C. Aníbal reclutó grandes cohortes de infantería celta de las tribus galas (los romanos llamaban a los celtas "galos") al norte del río Po, que constituían el grupo de soldados más entusiasta entre las tropas de Aníbal, ya que se encontraban en guerra con los romanos desde un siglo antes de que el cartaginés invadiera Italia.
Organizados en clanes, estas tropas actuaban como infantería pesada y vivían para la guerra, la gloria y el saqueo.
Su arma principal era una espada larga de doble filo, un arma cortante que podían blandir de lado a lado sobre su cabeza, dejándola caer después como si de un hacha se tratara. Durante la guerra de Breno contra Roma, esta técnica partía los escudos romanos. Para contrarrestar esto, los armeros romanos rediseñaron el escudo, añadiendo un forrado de metal al borde del mismo.
Originalmente, los galos no llevaban armadura y en ocasiones combatían completamente desnudos mientras cargaban en tromba contra las formaciones enemigas, pues luchar sin armadura era para ellos signo de valor.
Los galos del ejército de Aníbal representaban a menudo casi la mitad de sus tropas. Luchaban individualmente y era prácticamente imposible hacerles maniobrar o adoptar formaciones de combate ordenadas. Aníbal les usaba habitualmente como tropas de choque, para desgastar al enemigo, reservando su valiosa infantería africana. Esto tenía como consecuencia grandes cifras de bajas entre las filas galas, que aun así resultaban fácilmente reemplazables. Para los galos, sin embargo, la posibilidad de lanzarse al más arriesgado de los ataques era la mejor medalla que podían recibir, de modo que no se reducía su lealtad ni ferocidad.

#### Corsos
Cirnos es el antiguo nombre griego de la isla de Córcega. Los cartagineses reclutaban de esta región diestros hostigadores de infantería ligera. Los arqueros corsos eran bien temidos por las bajas que podían infligir, pero eran vulnerables en los combates cuerpo a cuerpo. Aprendían a usar bien el arco, algo que les tomaba toda una vida de constante práctica, ponían comida sobre las mesas ofreciendo unas buenas prácticas. Ellos eran mayormente utilizados para debilitar las formaciones enemigas, o colocados en lugares donde podían encontrar refugio y protección de las otras tropas.

#### Sardos
Los fenicios habían establecido varios asentamientos y puestos comerciales en Cerdeña, que era rica en recursos. Dominaron sobre la población local y extendieron su poder sobre la mayor parte de la isla. Los cartagineses después de tomar control sobre Cerdeña y destruir las pocas ciudades griegas, no solo explotaron los recursos naturales de la isla, sino que también utilizaron guerreros sardos en sus guerras contra los griegos de Sicilia. Los sardos están equipados con jabalinas y espadas largas. No llevan armaduras, pero se protegían con un escudo circular.

#### Aliados itálicos

Mapa de la península itálica a finales del a. C.

Varios contingentes de soldados itálicos sirvieron en los ejércitos cartagineses, bien como mercenarios, bien como aliados durante la invasión de Aníbal a Italia en el 218 a. C. Entre ellos, las tribus de los brucios, samnitas, sículos, campanios y lucanos. Según Polibio, tras la batalla de Asculum en 209 a. C. Aníbal contaba hasta con 40 000 soldados itálicos bajo sus órdenes. Cuando regresó a África, la mayor parte de sus 18 000 veteranos provenían de Italia, y Polibio menciona que los brucios formaron en la tercera línea de su ejército —donde se encontraban los veteranos y las tropas de élite— en Zama.
Brucios, apulios y lucanos
Tras la batalla de Cannas, muchas ciudades en Lucania, Bruttium, Apulia y el Samnio defeccionaron al bando cartaginés. Los brucios fueron de los primeros pueblos en jurar fidelidad a Aníbal. El general envió a Magón Barca con un destacamento a Lucania, con la misión de reclutar nuevas tropas y ejercer el control efectivo de las ciudades. Hannón el Viejo se enfrentó a los romanos en la batalla de Crotona, liderando un ejército formado por 17 000 infantes, en su mayoría brucios y lucanos.
Existen pocos datos sobre el armamento y la armadura de los apulios. En Conversano, localidad cercana a Bari, se halló una panoplia, que consta de cnémidas y coraza musculada griega, cinturón samnita y casco de tipo etrusco-corintio, con alas de bronce y plumas. El origen de este casco, que no era para cubrir el rostro, sino que se utilizaba como tocado, es probablemente del siglo VI a. C. Los celtas, que invadieron la Italia central en el siglo IV a. C., influyeron en el equipamiento militar apulio, como se desprende del hallazgo en una tumba de un casco y una coraza musculada celtas.
En cuanto a la indumentaria militar de los lucanos, se conserva en la Torre de Londres una panoplia que consta de una coraza de dos piezas, con el peto y el espaldar cuadrados, un casco ático con portaplumas de muelle, grebas con trabillas para las correas y cinturón samnita. Otra armadura de circa del 300 a. C., hallada en Paestum, consta de una coraza formada por un espaldar y un peto de tres discos, un casco ático similar al de Londres, grebas y cinturón samnita.

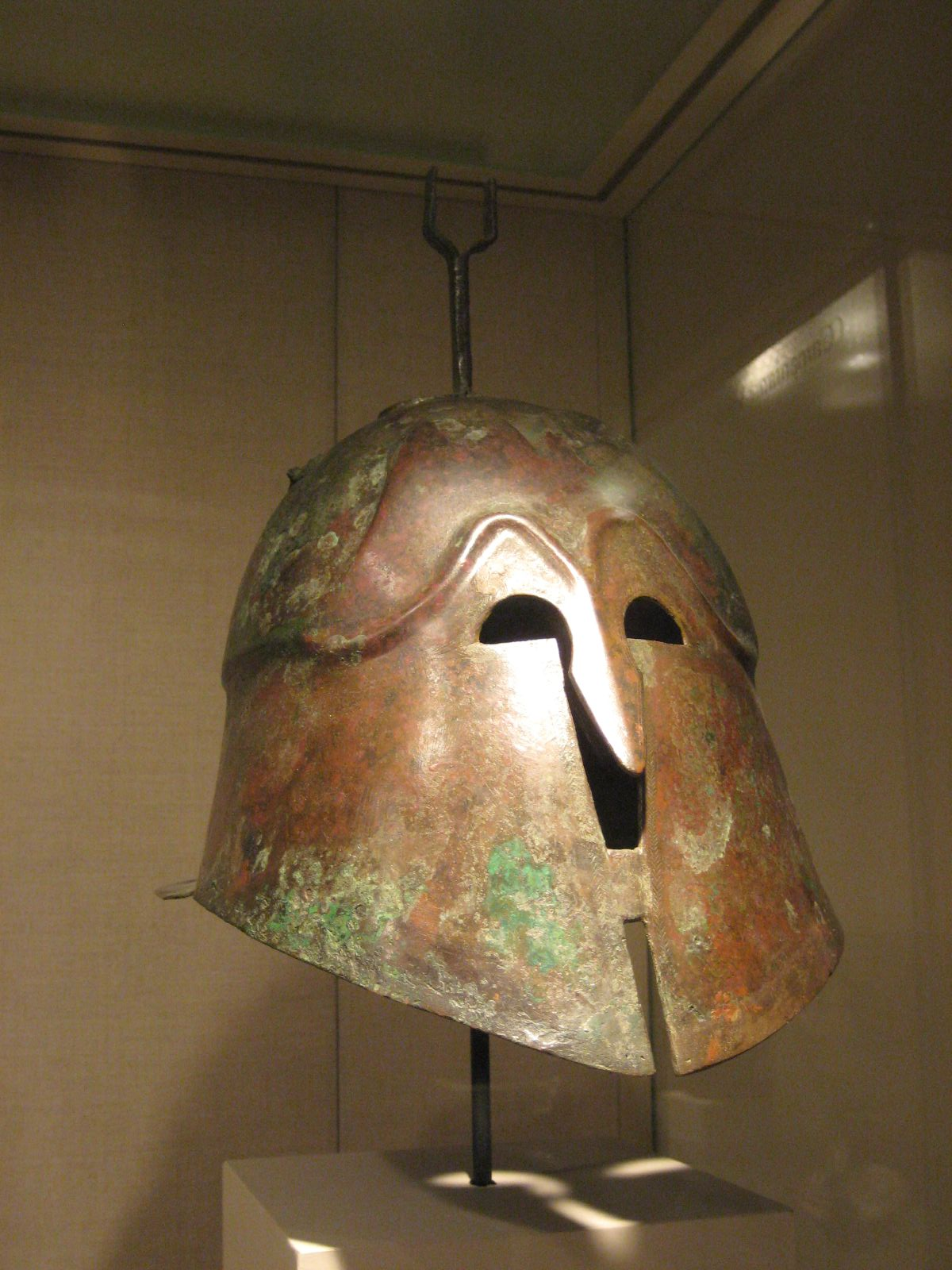
Casco etrusco-corintio que probablemente utilizaban los lucanos
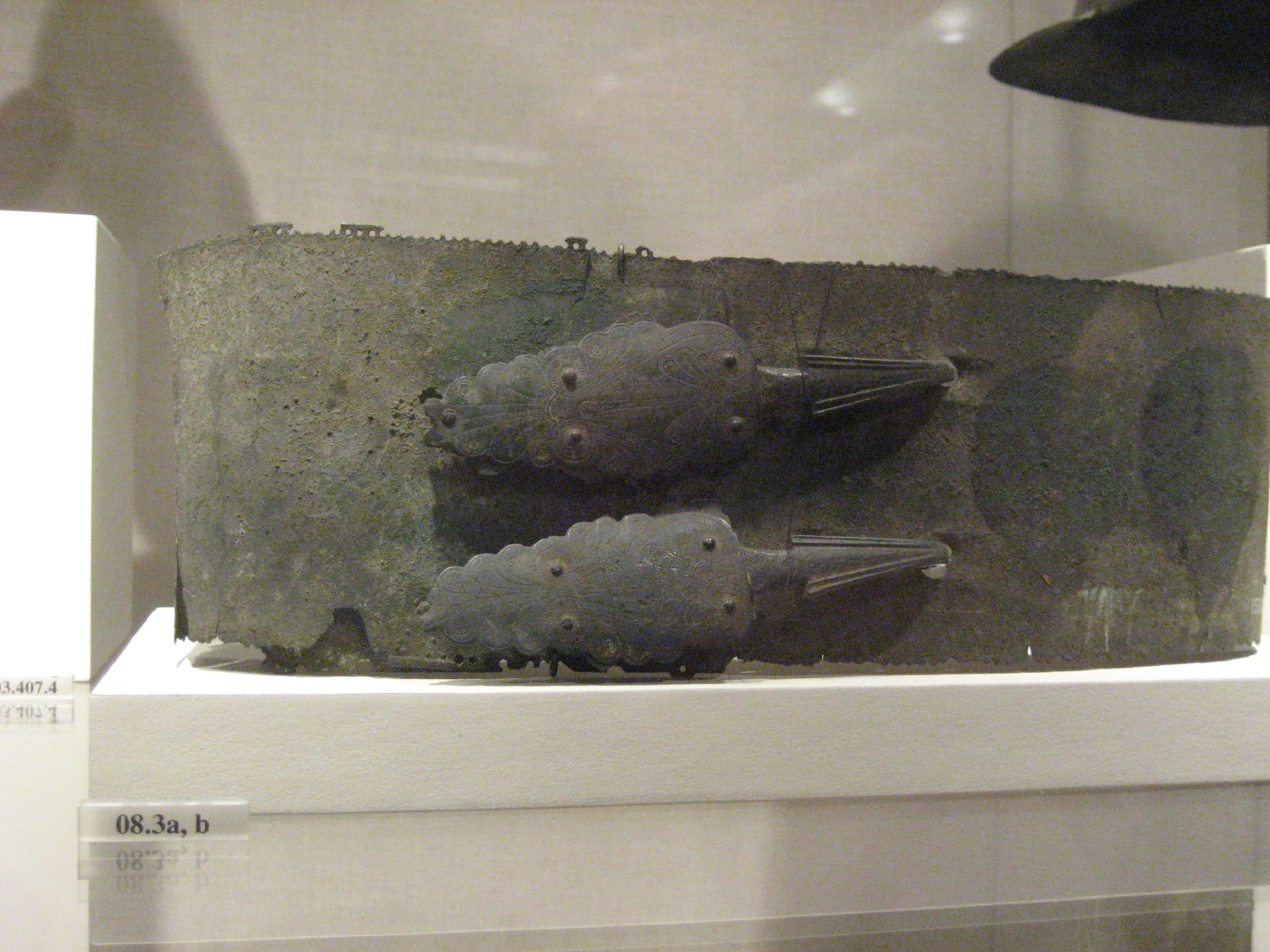
Cinturón samnita de bronce con hebillas
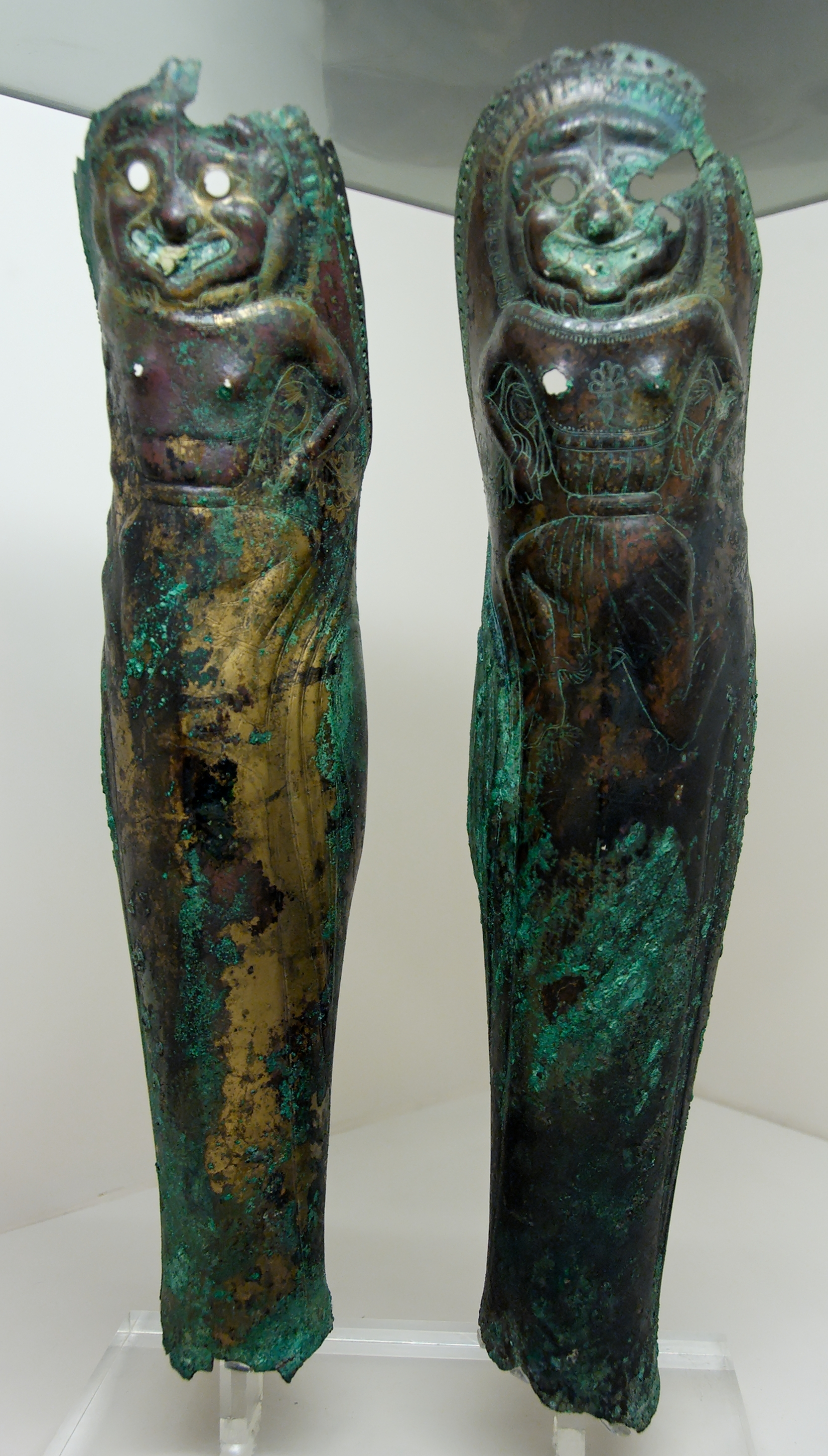
Grebas apulias del siglo V a. C.
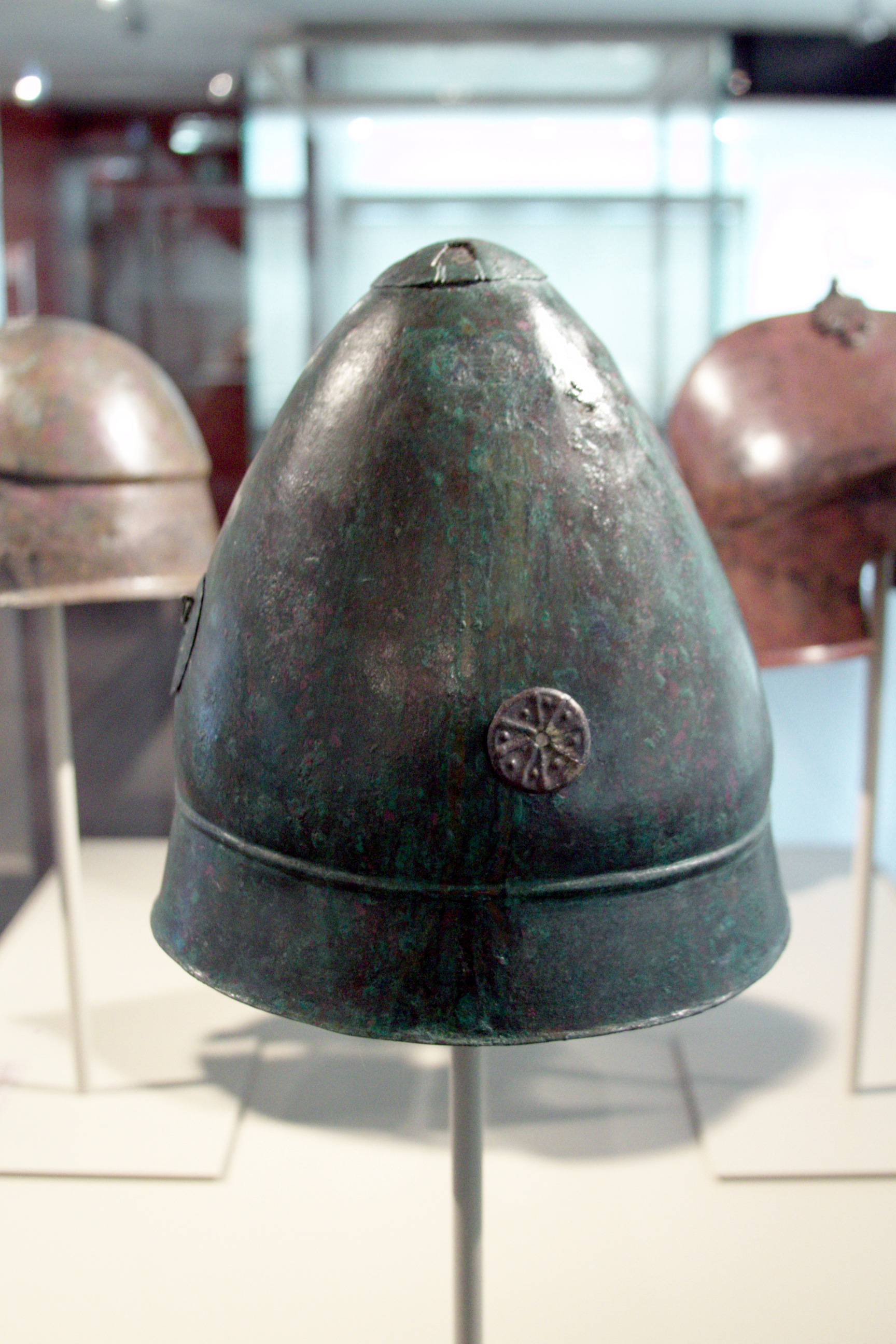
Yelmo cónico apulio del siglo IV a. C.

Campanios
A menudo se menciona a los campanios en fuentes clásicas como mercenarios sin escrúpulos, que combatían tanto en el bando griego como en el cartaginés durante las Guerras Sicilianas. Cambiaban de bando en función de mejores perspectivas de salario o victoria por una u otra facción. Pinturas de jinetes campanios encontradas en Paestum y Capua les muestran desarmados, exceptuando yelmo y cinturón. Sin embargo, las pinturas de Paestum permiten apreciar bardas de bronce en el caballo, y parece lógico que, dado que la aristocracia proveía la caballería, algunos de ellos —si no todos— fueran caballería pesada acorazada.
Ligures
Los ligures fueron aliados de los cartagineses durante la segunda guerra púnica. Fueron utilizados sobre todo en la vanguardia de la infantería ligera, aunque también sirvieron en el ejército cartaginés como exploradores. Un contingente importante de ligures luchó con Asdrúbal Barca en la batalla del Metauro. Antes del final de la guerra, Magón desembarcó en Liguria, territorio que fue la base de operaciones contra la Galia Cisalpina.
Samnitas

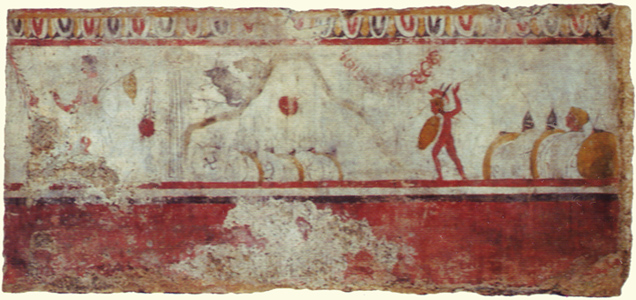
Batalla de las Horcas Caudinas en el que están representados soldados samnitas. Fresco lucano de Paestum.

Los samnitas formaban un pueblo belicoso que habitaba en la región del Samnio y que se había enfrentado en varias ocasiones a Roma. Aunque las tropas samnitas eran esencialmente de infantería, también disponían de caballería, como se puede ver en los frescos de Paestum.
El armamento de un soldado samnita era muy similar al de un legionario: portaban el escudo alto y oblongo conocido como escudo samnita y el pilum, armas que fueron asimiladas por los romanos durante las guerras samnitas, entre el 343 a. C. y el 290 a. C. La infantería usaba lanza o jabalina, pero no espada. Cubrían su torso con una armadura de tres discos, conocida como cardiophylax, que enfatizaba la protección del pecho y de la que se han hallado numerosos ejemplares. Bajo ésta llevaban una túnica corta ceñida por un cinturón de bronce, como símbolo de virilidad. Era un accesorio obligado también entre los lucanos, campanios y apulios.
Los cascos samnitas, una versión modificada del yelmo griego ático, llevaban portaplumas. Las carrilleras del casco eran articuladas y su decoración era trilobulada, fiel reproducción del cardiophylax; su finalidad era puramente ornamental. Sus caballos llevaban testera, petral y plumas, y los jinetes utilizaban tobilleras en lugar de grebas.
Tras la batalla de Cannas, todas las tribus samnitas, a excepción de los pentri, se aliaron a Aníbal en su lucha contra Roma.
Sículos
Los sículos constituían una de las principales etnias de Sicilia. Según Diodoro de Sicilia, combatieron junto a los cartagineses durante la segunda guerra siciliana, enfrentándose a Dionisio I de Siracusa, aunque posteriormente cambiaron de bando ante la superioridad numérica del tirano.

#### Falange macedonia
Durante la segunda guerra púnica, Livio menciona que una falange macedonia de unos 4000 hombres (probablemente 4096, una unidad de falange) luchó en las filas púnicas en condición de aliados. Al mando de ésta se encontraría Sópatro, general de Filipo V de Macedonia.
Entre los historiadores actuales se desestima en general la presencia de esta tropa, dado que únicamente es mencionada por Livio, escritor de marcado carácter apologista. El hecho de que una completa unidad macedonia combatiera codo con codo junto a los cartagineses justificaría aún más la posterior intervención romana en Macedonia. Este escepticismo viene dado por muchos factores, entre otros el hecho de que la unidad fuera enviada a África y no a Italia, mucho más próxima y donde hubiera sido más necesaria. En este caso, se han propuesto alternativas como que dicha unidad formara parte de la guarnición de la ciudad de Cartago, y no participara en la batalla, lo que difícilmente explicaría su posterior captura como prisioneros de guerra, por parte de los romanos.
Siempre según Livio, estas tropas habrían combatido en segunda línea a las órdenes de Aníbal durante la batalla de Zama, tras la que fueron capturados. Los embajadores que Filipo V envió a Roma después de la paz con Cartago, solicitaron la devolución de los prisioneros, sin éxito. El historiador romano no vuelve a mencionar a estas tropas con posterioridad a dicha fecha.

### Arqueros
Los cartagineses debían saber utilizar el arco compuesto, de origen semita, aunque parece que no estaba extendido entre el resto de los mercenarios. No existía una tradición entre iberos y celtíberos de usarlos como instrumentos de guerra, aunque los empleaban en labores de caza. Tampoco entre los celtas, más acostumbrados al combate cuerpo a cuerpo.
Existe testimonio de arqueros cretenses entre las tropas que defienden Siracusa durante el asedio de Marco Claudio Marcelo, lo que hace suponer que también los cartagineses los utilizaban.

Las primeras filas las formaban 600 cretenses, que habían servido bajo el mando de Hipócrates y Epícides en el ejército de Hierón, y habían experimentado la clemencia de Aníbal, pues habían sido tomados prisioneros por éste y más tarde liberados.
Tito Livio, Ab urbe condita libri XXIV, 30

Asimismo se menciona la existencia de arqueros bereberes en las filas de Aníbal durante las batallas de Zama y, por implicación, en Trebia.

### Caballería
Los ejércitos púnicos se caracterizaron, especialmente a partir de las guerras púnicas, por utilizar cuerpos de caballería en gran número.

#### Caballería de ciudadanos

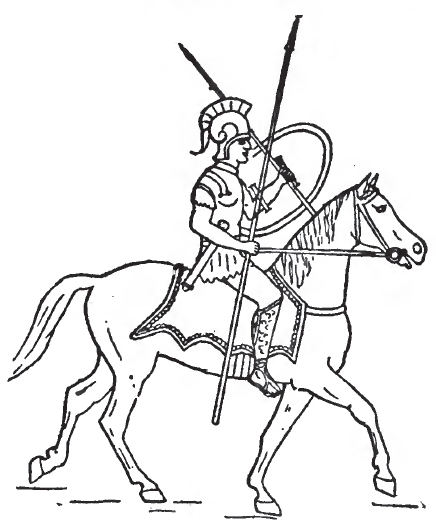
Jinete de caballería pesada de ciudadanos.

Los ciudadanos configuraron una parte significativa de la caballería púnica, diferenciada de los jinetes libios, cántabros y númidas. Inspirados en los Hetairoi o Compañeros de Alejandro, consistían en una auténtica caballería pesada, mezcla de Estado Mayor, guardia del comandante en jefe y escuela de oficiales. Iban armados de forma similar a la infantería, eran reclutados entre las filas de la nobleza, que costeaba su caro equipamiento: cota de malla, yelmo y grebas, además de un pequeño escudo, dos lanzas (una corta para ser arrojada y otra más larga), y una espada corta de filo ancho. Se caracterizaban por llevar anillos de oro, uno por cada campaña en la que habían servido.
No está claro si estos jinetes formaban parte del Batallón Sagrado, aunque probablemente formaran una entidad independiente de aquel.
En Zama (202 a. C.), la caballería ciudadana púnica no pudo reunir más que 1000 jinetes, que se dispusieron en el flanco izquierdo del dispositivo táctico de Aníbal, mientras en el derecho formaron los 2000 númidas de Tiqueo. Frente a los ciudadanos formaban los 2000 équites de Cayo Lelio, en tanto que los 6000 jinetes númidas de Masinisa, quien ahora combatía del lado romano, se disponían frente a sus compatriotas. Ante la inferioridad numérica, su única misión consistía en impedir el envolvimiento de sus tropas por el flanco. La inferioridad en tropas montadas obligó al cartaginés a descartar una carga frontal, una de las pocas esperanzas de que disponía para batir el dispositivo de Escipión el Africano.
Iniciado el combate, la caballería púnica, desordenada en parte por algunos elefantes enloquecidos por el dolor que les causaron los dardos de los vélites romanos, fue rápidamente vencida y expulsada en el campo de batalla por la romana, dejando desprotegido el flanco del ejército cartaginés.

#### Caballería libio-fenicia
La caballería libio-fenicia constituía un cuerpo reducido, pero bien armado y organizado. Luchaban como caballería pesada, armados con largas picas y espadas, para el combate cerrado, y protegidos con armadura de lino, casco de bronce y grebas, y al parecer también portaban un escudo redondo. Por su parte, el caballo también estaba protegido por una pechera. Formaban en cuadro, consistiendo sus ataques en cargas controladas, pudiendo aguantar largos combates gracias las protecciones de jinete y caballo.
Por su parte, la caballería de ciudadanos cartagineses, tendría una panoplia prácticamente idéntica, así como su formación y modo de combate.

#### Caballería númida
En el capítulo V de las Historias, Polibio relata la campaña siciliana de un general llamado Hannón, que embarcó en Cartago con cincuenta elefantes y las tropas que se pudieron reunir. De él narra:

Viendo Hannón a los romanos debilitados a causa de la peste y el hambre (...) dispone cincuenta elefantes con el resto de su ejército, saliendo de Heraclea, y ordenando a los jinetes númidas batir el campo.
Polibio Historias T.I L.I Cap.V

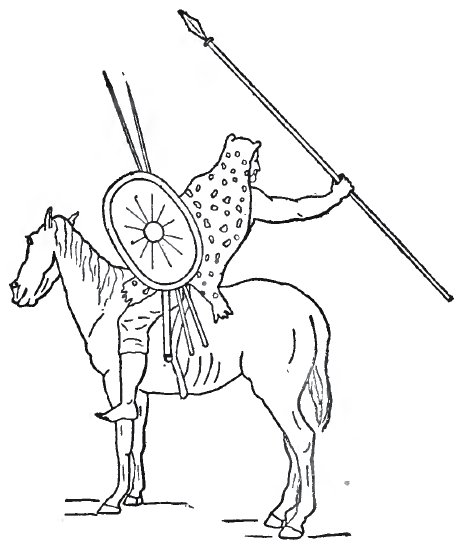
Jinete númida.

En esta entrada se nos menciona por primera vez a los jinetes númidas. Estos serían algunos de los soldados embarcados en Cartago; lo que no queda claro es si actuaban como mercenarios o como tributarios/aliados de los púnicos. Todavía no se hace mención a fuerzas libias entre las tropas cartaginesas.
Los jinetes númidas estuvieron presentes en todos los enfrentamientos importantes de las guerras púnicas hasta la derrota final de Cartago, a partir del pacto acordado entre Amílcar Barca y Naravas en la época de la guerra de los Mercenarios. Fueron utilizados de forma masiva por Aníbal, que llegó a alinear más de 4000 jinetes en Cannas.
Excelentes como caballería ligera, montaban sobre pequeños y ágiles corceles árabes o de Berbería, acostumbrados al clima duro de las estepas al norte del Sáhara. Cumplían misiones de exploración, enlace y persecución de las tropas vencidas para aumentar el número de bajas. Estas características se pusieron de relieve en la batalla de Cannas, donde fueron incapaces de romper por sí solos las líneas de la caballería latina. Una vez rotas éstas por la caballería pesada ibera, sin embargo, fueron los encargados de iniciar la persecución, con un éxito notable al incrementar en gran manera el número de bajas. Debido a su movilidad y rapidez para replegarse eran usados como cebo en las emboscadas.
Tito Livio refiere que llevaban dos caballos y saltaban del caballo cansado al fresco, muchas veces en lo más encarnizado de la refriega. No empleaban sillas ni bridas, y guiaban sus caballos con la presión de sus piernas. Sin embargo, Estrabón afirma que pasaban cuerdas en torno al cuello del caballo, a modo de brida.
Usaban un escudo circular embrazado y jabalinas. Vestían, por regla general, una túnica corta sin ninguna protección corporal, problemático ante la acometida de un escuadrón de caballería pesada. Estrabón les retrata semidesnudos, exceptuando una piel de leopardo, que podían enrollar alrededor de su brazo izquierdo para que hiciera las funciones de escudo.
Su táctica principal consistía en el acercamiento al enemigo sin trabar combate en proximidad, hostigarle lanzándole dardos y atraerle a un terreno desfavorable para ser derrotado por el grueso de la caballería y los infantes púnicos.

#### Caballería hispana

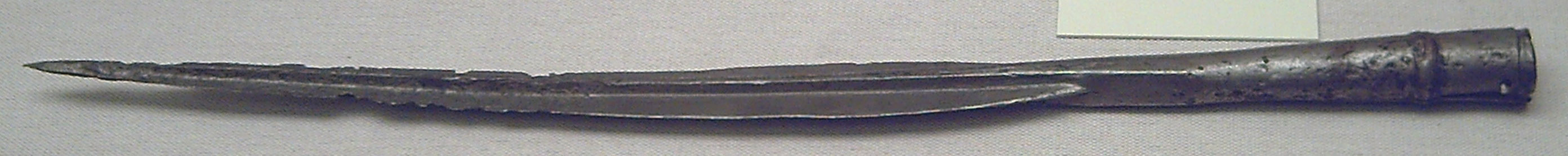
Lanza íbera de hierro. Mediados del siglo V- a. C. Museo Arqueológico Nacional de España (Madrid).

La mayor parte de la caballería pesada del ejército cartaginés durante la segunda guerra púnica fue aportada desde Hispania. El armamento del jinete celtíbero consistía en una lanza con cabeza metálica en forma de hoja de árbol, encajada en el astil, de 30 a 60 cm de longitud. También portaban la falcata y el pequeño escudo que llevaba la infantería ligera (caetra). Se protegían con yelmo, cota de malla y grebas.
En ocasiones llevaban un infante ligero a la grupa, armado con falcata y caetra. En combate cerrado, este infante desmontaba y luchaba a pie. El uso de sillas de montar no estaba extendido, y normalmente llevaban una manta cinchada al lomo del caballo, aunque en algunas representaciones se aprecian sillas de estilo helénico. También utilizaban bridones, con barras en forma de luna creciente. La cabeza del caballo se hallaba protegida por una especie de barda, probablemente metálica. Las evidencias arqueológicas muestran que los primeros ejemplares de herradura aparecen en túmulos funerarios del centro peninsular, lo que podría indicar que los celtíberos fueron sus inventores.
Los iberos poseían conocimientos de equitación avanzados, y adiestraban caballos y jinetes con gran dedicación. Uno de los ejercicios consistía en entrenar al caballo para arrodillarse y mantenerse estático y silencioso en espera de la señal. Este ejercicio era idóneo para las tácticas de guerrilla que a menudo practicaban.
Aunque la caballería hispánica rivalizaba con la númida en velocidad y habilidad sobre el caballo, su rol principal era de choque como caballería pesada, rompiendo las filas de la caballería enemiga.

### Elefantes de guerra
En los establos de Cartago había espacio para 300 elefantes de guerra. Los cartagineses emplearon por primera vez estos animales contra los romanos el año 262 a. C. y obtuvieron su primer triunfo en 255 a. C., cuando en la llanura del Bagradas los elefantes, dispuestos por Jantipo al frente de la formación púnica, aplastaron a la infantería de Marco Atilio Régulo, en el que puede considerarse el mayor éxito de la fuerza de elefantes cartaginesa.

Los romanos rechazaron a los mercenarios cartagineses que peleaban en la vanguardia, que chocaron con los elefantes y el resto de las líneas de su ejército.
Polibio Historias T.I L.I Cap.V

Esta frase de la batalla de Agrigento (262 a. C.) nos indica la forma de combatir que adoptó Hannón (que no tenía por qué ser la más común): los mercenarios luchaban en vanguardia, una decisión lógica, en cierto modo, pues así se evitaban deserciones y traiciones. Los mercenarios eran controlados desde la retaguardia, y en caso de que la batalla se tornara en contra, se perderían las tropas más prescindibles y menos gravosas.

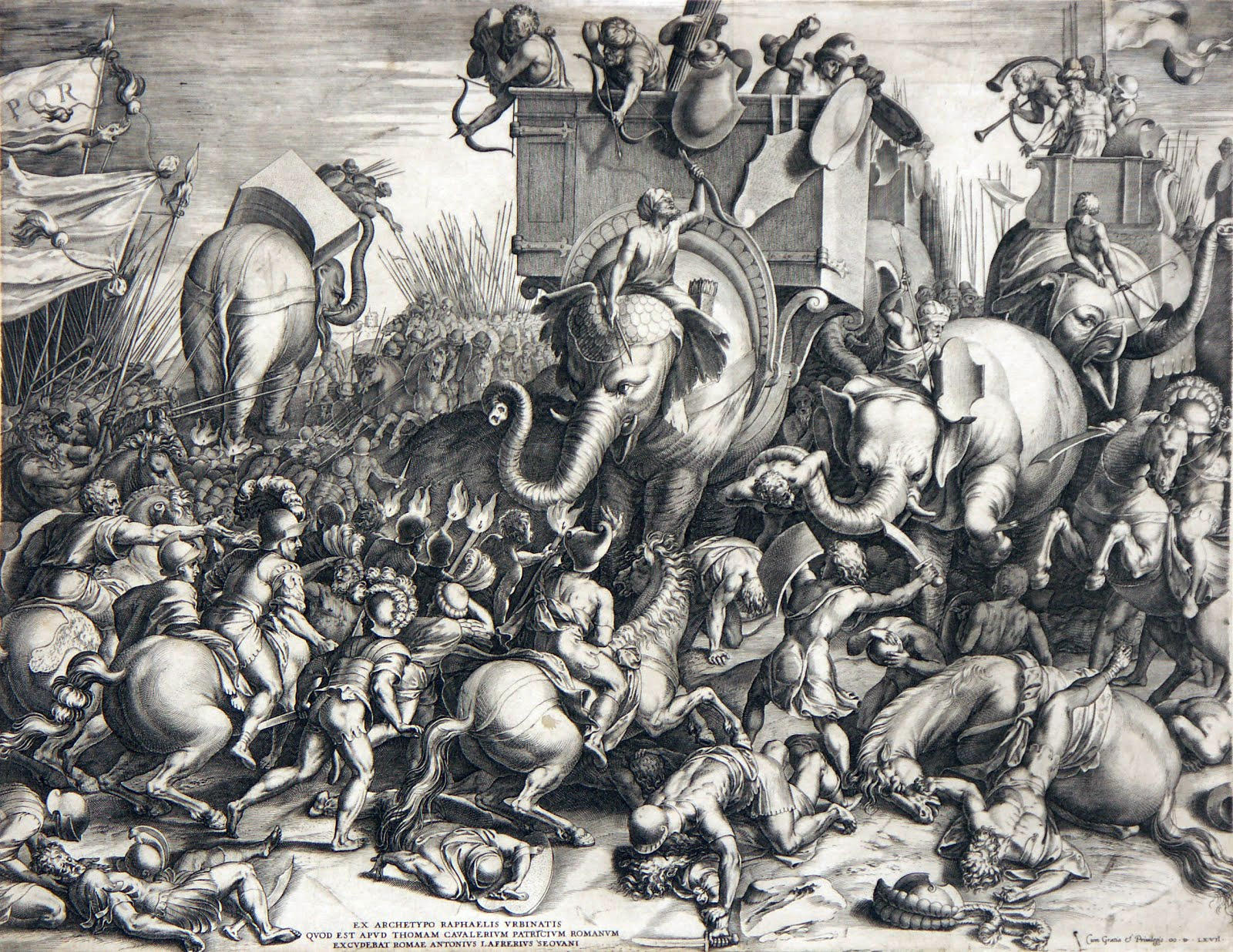
Elefantes de guerra atacando la formación romana durante la batalla de Zama. Ilustración de Cornelis Cort (1567).

Lo extraño es que los elefantes combatieran en segunda línea. Esto hace pensar que quizá se utilizaran como plataformas de arqueros más que como antiguos «carros de combate», pues en segunda línea no podían embestir al rival, y, sin embargo, permitían a los arqueros situados en su grupa una línea de tiro directa hacia el enemigo.
Cartago obtuvo inicialmente algunos elefantes asiáticos a través del Egipto Ptolemaico, que también le proporcionó conductores indios base del futuro cuerpo de mahouts. Estos elefantes, de gran tamaño - alrededor de 3 m de altura desde la pezuña hasta el hombro - podían ir equipados para el combate con una estructura de torre en la grupa, aunque no todos ellos solían llevarla. En este caso, su guarnición estaba formada por cuatro hombres: El mahout o conductor, generalmente de raza númida. Abrazaba al elefante protegiéndose con sus grandes orejas. Contaba con una guja para espolear al animal, que podía clavar en su nuca si el paquidermo enloquecía. En la torre viajaban otros tres soldados: un arquero, un lancero equipado al modo hoplita y un oficial. Algunos comandantes púnicos gustaban de dirigir la batalla desde lo alto de un elefante, como el propio Aníbal al inicio de su campaña italiana.
Pero los púnicos no podían abastecerse permanentemente de animales indios, y capturaron elefantes africanos, en el área del Sáhara. Se trataba de la especie de elefante forestal, hoy extinguido, de menor tamaño que los asiáticos. La erudición moderna ha puesto en duda si los elefantes cartagineses fueron equipados con torretas de combate debido a su tamaño pequeño; a pesar de que las afirmaciones dicen lo contrario, la evidencia indica que los elefantes africanos del bosque podían y de hecho llevan torretas en ciertos contextos militares.
El mantenimiento y el desplazamiento de los elefantes en campaña era complicado. Polibio relata las dificultades que el ejército de Aníbal tuvo para conseguir hacer atravesar el Ródano a sus elefantes, que se vio obligado a construir un puente de barcas y balsas. Sin embargo, al hundirse la construcción los animales cayeron al agua y acabaron atravesando el río respirando con ayuda de su trompa.
Al cruzar los Alpes, Aníbal solo pudo contar con los elefantes supervivientes de la batalla del Trebia (218 a. C.), dado que la mayoría murieron en el transcurso del crudo invierno del 218-217 a. C.
Durante la batalla de Adís, Polibio dice que «Cartago tenía puestas sus principales esperanzas en la caballería y los elefantes». Esta afirmación será una constante durante la totalidad de las dos primeras guerras entre Roma y Cartago.

### Carros de guerra

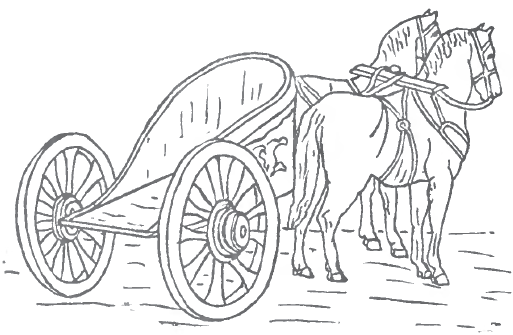
Carro de guerra púnico

Aunque no se han encontrado ilustraciones de carros de guerra púnicos, existen relieves de vehículos fenicios y chipriotas, que se pueden asumir similares —si no idénticos—. Los carros de guerra seguían utilizándose en Chipre a comienzos del siglo V a. C., aparentemente de diseño púnico, aunque en la misma época dejaron de usarse por el resto de los griegos. Existen muchas representaciones en terracota de carros chipriotas desde los siglos VII al siglo VI a. C.; además, se han descubierto restos de carros reales de Salamina en Chipre, que datan de mediados del siglo VIII-VII a. C. También se han hallado representaciones de carros reales o sagrados sidonios en monedas sidonias del siglo V a. C.
La orfebrería fenicia de los siglos VII y VIII a. C. es asimismo una fuente prolífica de imágenes de carros de guerra. Partes de carros de guerra púnicos encontrados en la península ibérica (h. siglo VIII a. C.), así como ilustraciones sobre los mismos, grabadas en tumbas también en suelo ibérico, permiten confirmar su empleo en las campañas extranjeras de Cartago.
Según estos datos, los carros púnicos tenían un estilo similar, tanto en construcción como en tácticas de combate, a los carros asirios de los siglos VII y VIII a. C. (por ejemplo, los carros de mando se distinguían en el campo de batalla por parasoles). Los últimos carros de guerra de Salamina y modelos del Levante llevaban doble eje, para un yugo de cuatro caballos, según el modelo asirio. Este sería el modelo de carro púnico del siglo IV a. C.
Diodoro menciona el desplazamiento a Sicilia de 300 carros de guerra, más 2000 pares de caballos de "reserva" durante la guerra contra Dionisio I de Siracusa.
Durante la expedición del 341 a. C. contra Timoleón, las cuadrigas cartaginesas avanzaron al frente del ejército y desempeñaron un papel decisivo para rechazar un ataque por sorpresa de la caballería siracusana, mandada por Damareto, sobre las tropas púnicas que cruzaban el río Crimiso. La movilidad de los carros, dotados de cuchillas en las ruedas, desbarató e hizo retroceder a la caballería siracusana. Para contrarrestar el embate de dichos vehículos, Timoléon atacó frontalmente con sus tropas de élite, venció y capturó 200 carros.
En los primeros combates tras la invasión de África (310 a. C.) por el tirano Agatocles de Siracusa, el ejército púnico alineó hasta 2000 carros y 1000 jinetes frente a los siracusanos, que carecían de tropas montadas. Pese a tal desproporción de fuerzas, la carga inicial de la caballería y los carros se estrelló contra la infantería enemiga, que minimizó el impacto de jinetes y vehículos. Sumado a ello, los arqueros y honderos les hostigaron con lanzamientos masivos de proyectiles, forzándoles a retroceder sobre su propia infantería, desbaratándola.
El carro de guerra cartaginés dejó de utilizarse de forma generalizada después de esta campaña.

### Armas colectivas
La tradición de los púnicos como innovadores se refleja a menudo en las fuentes antiguas, como recoge Tertuliano varios siglos más tarde, el ingeniero militar romano Vitrubio, u otros escritores como Plinio el Viejo, quien afirma - erróneamente, como se ha comprobado por hallazgos arqueológicos - que los púnicos inventaron la honda y la balista.
La guerra en Sicilia, una constante a lo largo de gran parte de la historia militar púnica, poseía unas características singulares. La isla posee dos grandes llanuras costeras, y varios valles interiores que normalmente siguen los cursos de los ríos principales. Las pocas batallas campales que tuvieron lugar en Sicilia se dieron cerca de la costa, especialmente en la parte sur-oriental de la isla. La gran densidad de ciudades, muchas de ellas fortificadas, complicaba el control del territorio y lo supeditaba a una guerra de asedio continua. Como prueba la conquista de la "ciudad-fortaleza" de Lilibea por parte de Pirro, o su posterior fracaso frente a Erice. Otro ejemplo resulta la guerra de guerrillas de Amílcar durante la primera guerra púnica, quien utilizó esta última ciudad como base de operaciones gracias a sus defensas naturales. La misma Siracusa fue asediada en múltiples ocasiones, tanto por cartagineses como por romanos, y Panormo —actual Palermo— fue conquistada y reconquistada hasta en tres momentos históricos distintos.
Esta constante conquista, fortificación y defensa de ciudades motivó la utilización extensiva de armas colectivas durante casi tres siglos, desde el siglo V a. C. hasta finales del siglo II a. C. En cualquier caso, el empleo de armas colectivas se generalizó entre los púnicos, fuera como armas de asedio o como armas defensivas, no solo en el escenario siciliano. Como ejemplos, tras la caída de Qart Hadasht (Cartagena) en la segunda guerra púnica, Escipión el Africano se apropió de 120 oxibeles de gran tamaño y 281 más pequeños, 23 grandes litobolas y 52 de menor tamaño, sin contar con otras 2500 a las que Livio anacrónicamente llama escorpiones. Un siglo más tarde, tras el ultimátum romano a Cartago previo a la tercera guerra púnica, los cartagineses rindieron a Roma 2000 piezas de artillería y máquinas de asedio de diverso calibre como intento desesperado de evitar el conflicto.

#### El ariete
El ingeniero y arquitecto romano Vitrubio y su contemporáneo, el griego Ateneo el Mecánico, atribuían erróneamente la invención del ariete a los cartagineses. No obstante, parece claro que fueron los púnicos en introducir este ingenio de guerra en el ámbito del Mediterráneo durante el asedio de Gadir, a finales del siglo VI o principios del siglo V a. C.
Un constructor de barcos tirio, de nombre Pefasmeno, perfeccionó el ariete, suspendiendo el ariete en sí, que debía golpear la puerta o muralla, de otro mástil transversal. Utilizando cuerdas, el tronco era balanceado de forma que golpeaba con mayor fuerza sobre la superficie a derribar, lo que era conocido como Aries Prensilis.

Después cierto artífice tirio llamado Pefasmeno, siguiendo aquella invención y método, plantó un mástil, y pendiente de él ató otro transversalmente a modo de balanza, el cual con el retiro e impulso a fuerza de vehementísimos golpes derribó el muro de Cádiz.
Vitrubio, Diez Libros de Arquitectura X, XIX.60 – 63

Una nueva evolución del ariete fue realizada por el púnico Geras, quien construyó una plataforma móvil sobre ruedas y fijó el ariete horizontalmente a la misma. Este ya no era empujado mediante polea y cuerdas, sino empujado por un gran número de hombres. Ateneo atribuye también a este cartaginés el blindaje del ariete, añadiendo un techo cubierto a la plataforma móvil del ariete, en lo que sería la primera tortuga.

Geras fue el inventor de la plataforma protegida, a la cual llamó tortuga, debido a su lentitud. (...) Después de esto, ciertas personas arrastraban rodando el ariete y lo utilizaban de este modo.
Ateneo el Mecánico, Mecánica 10.3-4

#### La artillería

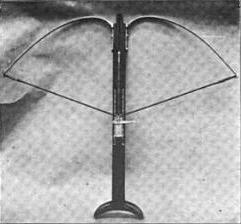
Gastrafetes aparecido en la edición de septiembre de 1906 de Technical World Magazine.

En el 398 a. C. Dionisio I de Siracusa contrata a «los mejores ingenieros de todo el Mediterráneo», entre los que se encontraban varios cartagineses atraídos por los altos salarios, para trabajar sobre el desarrollo de las armas colectivas. Estas gestiones tienen como consecuencia el nacimiento de alguno de los primeros ingenios de artillería de torsión, como la catapulta o katapeltikon, entre otros inventos, como el políntonon o ballesta gigante, que es capaz de disparar proyectiles de plomo de varios kilos desde una gran distancia. Es posible que este último ingenio se basara en el gastrafetes griego, utilizado desde hacía tiempo en la Grecia continental, pero apenas conocido en el Mediterráneo occidental.

(...) y los siracusanos mataron a muchos enemigos utilizando desde tierra las catapultas que disparaban misiles largos y afilados. En verdad esta arma causó un gran desánimo en los cartagineses, pues se trataba de un invento nunca antes visto.
Diodoro

Cuando conocieron la magnitud y potencia de los ingenios de Dionisio, los cartagineses decidieron enviar un gran ejército por mar, y cargaron hasta 600 transportes con suministros y «máquinas de guerra», menos de un año después de la caída de Motia. Lo que evidencia el conocimiento previo de los púnicos en esta área. No obstante, es probable que siguieran basándose en viejos ingenios de artillería de tensión, como el oxibeles.
La revolución tecnológica alcanzó también a los proyectiles. Eneas el Táctico describe uno de los primeros proyectiles incendiarios, fabricado con alquitrán, azufre, estopa, incienso y virutas de madera.

#### Torres de asedio
La utilización de torres de asedio por los cartagineses queda documentada en numerosas ocasiones, la primera de ellas siendo el asedio a la ciudad siciliana de Selinunte en el 409 a. C. Durante el asedio, Diodoro menciona el uso de arietes y de torres que «excedían con mucho la altura de las murallas». Estas máquinas se emplearían poco después en el asedio a Hímera. En estas torres de asedio se fundamentaría posteriormente Dionisio el Viejo para construir la gran torre con que asedió Motia en el 397 a. C. de seis pisos de altura, la mayor conocida hasta la fecha. En cualquier caso, no parece que tuvieran la complicación de las helepola, utilizadas por primera vez por Alejandro en el asedio de Tiro del 332 a. C. y perfeccionadas por Demetrio Poliorcetes.
Más avanzada resultaba la torre móvil que construyeron los ingenieros de Aníbal durante el asedio a Sagunto. Esta torre, de una altura mayor que las murallas de la ciudad, iba provista de piezas de artillería neurobalística en todos los pisos. La función de estas piezas era barrer de defensores las murallas, destruyendo los parapetos en la parte superior de las mismas para que no pudieran ser empleados de nuevo.

#### Refugios y obras de minado

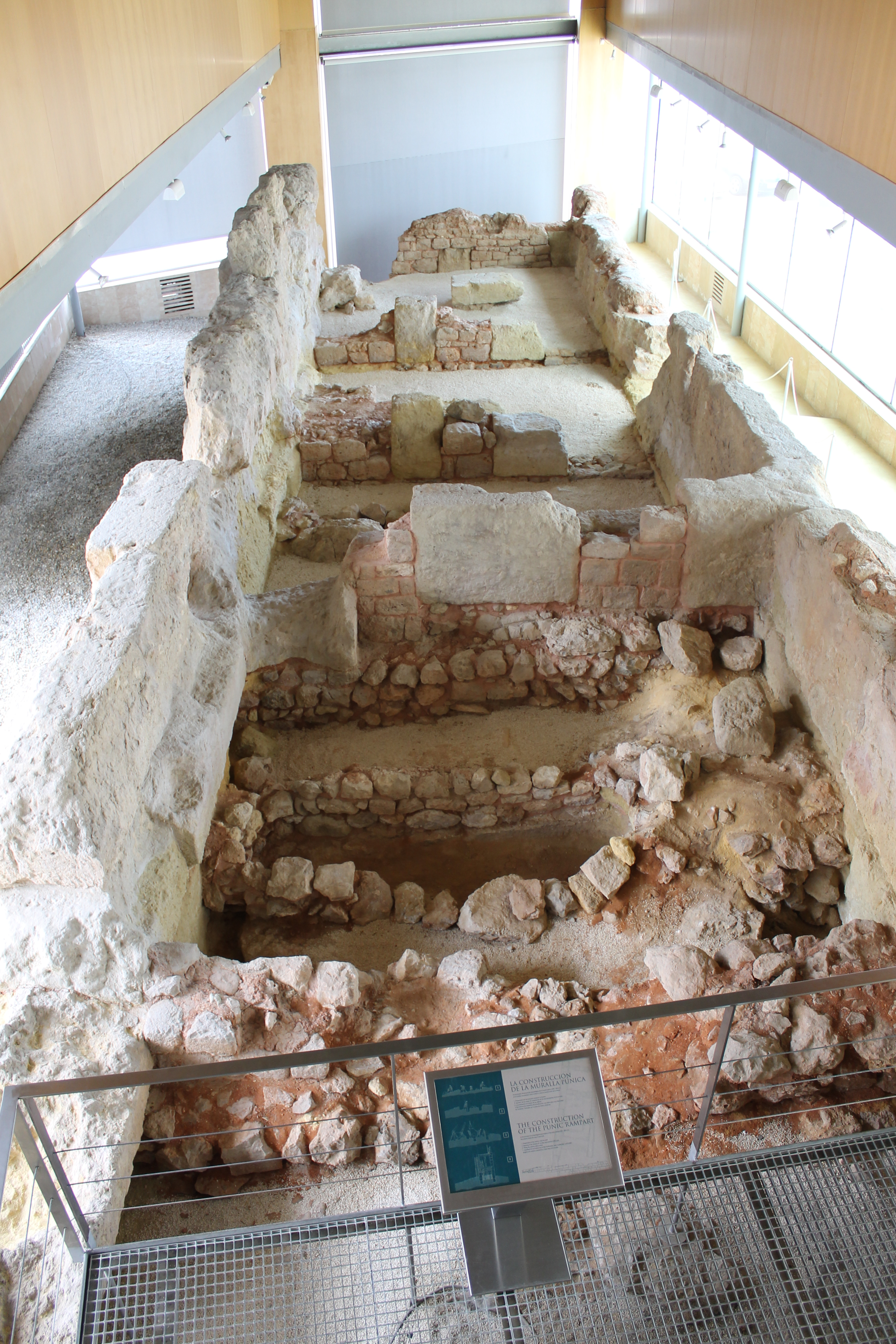
La muralla púnica de Cartagena.

Desde el asedio de Hímera, en el que Amílcar Magón recurre a minar el muro de la ciudad, varios autores hacen mención a la existencia de zapadores dentro del ejército púnico, especialmente Tito Livio en su narración del asedio de Sagunto, donde indica que Aníbal disponía de un cuerpo de zapadores especializados, unos quinientos africanos «delgados y muy ágiles» que mandó con picos a derribar la muralla, una vez limpia ésta —momentáneamente, por el efecto de la artillería— de defensores.
Tanto para que estos zapadores pudieran acercarse a los muros de la ciudad, como para la aproximación de otros ingenios de guerra o arietes, era necesario facilitar una cierta protección. Livio menciona explícitamente la existencia de vineas, galerías protegidas por parapetos, que permitían a los soldados acercarse a las murallas para efectuar labores de minado o empujar los arietes, mientras quedaban razonablemente protegidos de los proyectiles enemigos.
Además de estas estructuras, Tito Livio habla de la existencia de puestos de vigilancia permanentes, stationes opera, cartagineses. No deja claro, sin embargo, si levantaron muros de circunvalación. Sí menciona, no obstante, la creación de una cabeza de puente en la muralla, a la que siguió una fortificación avanzada —castellum— construida con gran rapidez.
Estos trabajos de asedio resultaban muy importantes para los púnicos, hasta el punto de que hayan llegado a la actualidad los nombres de varios ingenieros al servicio de Aníbal, como Gorgos, ingeniero de minas; o Crates, ingeniero hidráulico.

### Jefes militares
Los magistrados cartagineses, como los sufetes, ejercían el mando supremo militar hasta el siglo V a. C. A partir de entonces, dicha tarea se encomendaba directamente a generales. No está claro quién designaba a estos jefes militares, pero por lo común asumían el mando de manera semipermanente hasta que eran sustituidos.
Los oficiales superiores, surgidos mayormente de las filas de las principales familias de la nobleza agraria o ciudadana cartaginesa, constituyeron una unidad de élite unida por lazos de parentesco que les aseguraban el acceso al mando de las tropas antes que su propia capacidad, aunque su estatus no les protegía siempre de las consecuencias de sus errores, dado que era frecuente la ejecución de los mandos militares acusados de incompetencia.
Los ejemplos son múltiples. El terror al castigo provocaría, por ejemplo, el suicidio de Magón tras haber abandonado el sitio de Siracusa en el 342 a. C., sin combatir como consecuencia de una añagaza del estratego corintio Timoleón.
Su muerte no impidió que la furia de los ciudadanos de Cartago acabara colgando su cadáver de una horca.
Por otro lado, aquellos jefes militares cuyos éxitos les permitían evitar los castigos por incompetencia lograban acumular una experiencia militar muy dilatada. En ese sentido, cuanto más tiempo lograban conservar el mando de un ejército, más experiencia acumulaban y más eficientes se volvían, logrando también una mayor cohesión con los hombres bajo su mando y un mejor funcionamiento global.